# Coluna

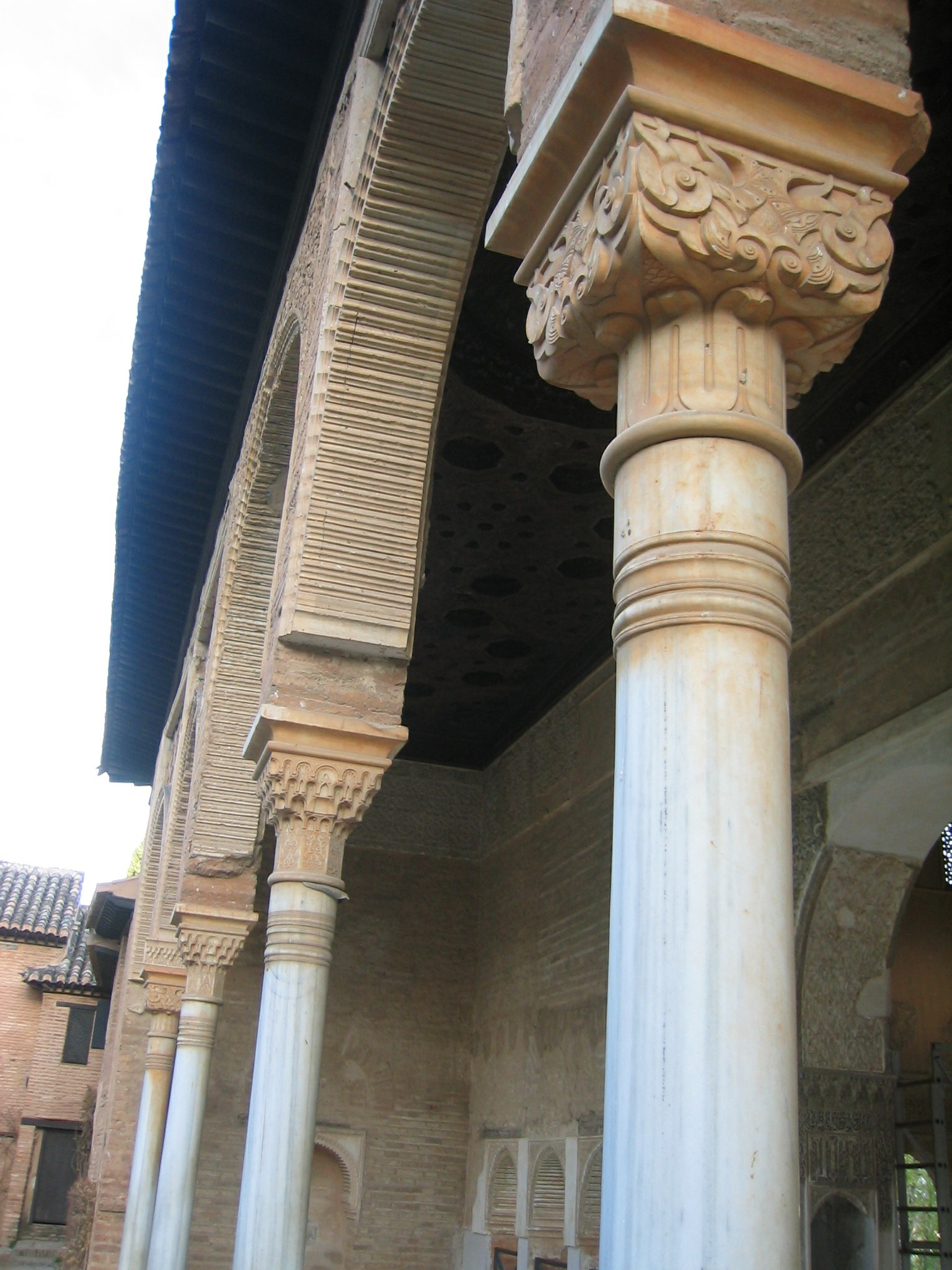
Coluna de influência islâmica na Espanha.

Uma coluna é um elemento arquitetónico destinado a receber as cargas estruturais verticais de uma obra de arquitetura (arco como barramento, arquitrave, abóbada) transmitindo-as à fundação. Embora tenha a mesma função de um pilar este é geralmente mais robusto e de secção quadrada, (o que poderia corresponder genericamente ao fuste da coluna). A coluna costuma ser caracterizada por uma estrutura mais esbelta e esguia em prumo (tradicionalmente de secção cilíndrica podendo também ser poligonal) e que acarreta um significado histórico, decorativo e simbólico mais acentuado. A coluna normalmente é assente em base própria ou firmada diretamente no chão, que serve como sustentáculo de abóbadas, entablamentos, ou como simples adorno. Na arquitetura clássica, é um elemento constituído por base, fuste e capitel, com proporções e decoração variáveis segundo a época e o estilo, e cuja função é de sustentação.
Os materiais de construção podem variar entre a pedra, alvenaria, madeira, metal ou mesmo tijolo atingindo-se uma grande variedade formal e decorativa que se pode observar desde a antiguidade.

## Componentes

### Base
A base (d no esquema), do latim base (planta do pé), é o ponto de ligação do fuste com o pedestal ou pavimento do edifício. Surge inicialmente como uma simples placa de pedra, consequência da necessidade de evitar que a humidade do chão danificasse as primeiras colunas de madeira. 
Em geral possui um tratamento estético próprio (no caso da antiguidade clássica, seguindo os princípios da ordem utilizada). Na antiguidade clássica a base inicia com uma placa quadrada designada plinto (k no esquema) podendo ser seguida de outros discos de perfil côncavo ou convexo (l no esquema) e que têm por objectivo dar maior plasticidade visual à base. 

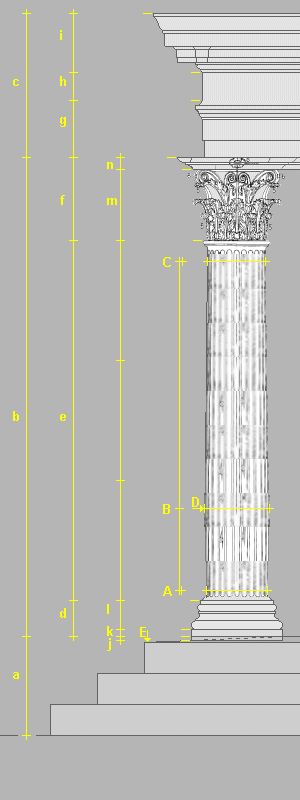
Esquema dos componentes de uma coluna.

Nas ordens clássicas a base assenta numa construção em degraus designada crépis ou estereóbata (a no esquema) cujo último nível é a estilóbata (E no esquema). Ainda um elemento, o scamillus (j no esquema), surge entre a estilóbata e a base da coluna. O templo grego apresenta uma ligeira curvatura na base e na arquitrave em direcção ao centro, quase imperceptível, mas o suficiente para transmitir uma imagem total de harmonia. O scamillus define-se então como um pequeno elemento (em cunha) de ajuste ou nivelamento que permite que a base da coluna assente numa superfície horizontal. 
Podem-se encontrar bases decoradas com elementos geométricos, vegetais ou animais fantásticos.

### Fuste
O fuste (e no esquema), do latim fuste (pau de madeira), é, de uma certa forma, a própria coluna (elemento vertical de apoio), constituindo a sua central e maior parte e fazendo a ligação entre a base e o capitel. Pode ser composto por um só bloco (monolítico) ou segmentado pela sobreposição de diversos blocos (também designados tambores). Caso a coluna só apresente fuste, o extremo inferior deste designa-se imoscapo e o superior sumoscapo. 
Nalguns casos pode existir uma ligeira curvatura do fuste (engrossamento) designada entasis  (D no esquema), em que o diâmetro aumenta a 1/3 da sua altura de modo a reduzir a distorção óptica, uma espécie de desproporção oferecida pelo nível baixo do ponto de vista do observador. Outras deformações são também possíveis, como a redução do diâmetro numa das extremidades do fuste (afunillamento).
Na antiguidade clássica as caneluras (finas estrias ou sulcos longitudinais) são a decoração do fuste por excelência. Outros estilos apresentam um fuste totalmente desprovido de decoração e ainda outros revestem-no de uma extrema profusão de relevos, descrições de cenas, decorações vegetais ou geométricas.
- Tipologias de acordo com variações do fuste:

Coluna anelada (com anéis que dividem o fuste em várias faixas);
Coluna canelada (com caneluras verticais);
Coluna cóclida (de maiores dimensões, com escada em caracol no seu interior);
Coluna corolítica (decoração com espiral em forma de grinalda de flores e folhas;
Coluna de tambores (composta por blocos sobrepostos);
Coluna entrelaçada (em que 2 ou 3 fustes se entrelaçam numa mesma coluna);
Coluna estriada (com estrias verticais);
Coluna fasciculada (composta por grupo de fustes delgados adossados entre si, oposto da coluna monocilíndrica);
Coluna galbada (com convexidade, êntase);
Coluna monocilíndrica ou monolítica (composta por um único bloco, oposto da fasciculada);
Coluna monofasciculada (fuste liso composto por vários elementos agrupados na vertical)
Coluna prismática (de secção poligonal);
Coluna rostrada (com decoração náutica. Coluna rostral com aríetes no fuste, elementos de proa de uma galé)
Coluna rusticada (elementos cilíndricos alternam com elementos paralelepipédicos)
Coluna salomónica: (em espiral, helicoidal ou torsa)

### Capitel
O capitel (f no esquema), do latim capitellum diminutivo de caput (cabeça, extremidade), faz a união entre o elemento vertical (fuste) e horizontal (arquitrave ou imposta de um arco) de características estáticas muito diferentes. Assim, o capitel não só soluciona problemas técnicos como assume, acima de tudo, um papel estético sendo normalmente a parte mais trabalhada da coluna, a parte mais característica de uma dada ordem ou estilo. 
Consoante o momento histórico (principalmente nas ordens clássicas) o capitel pode ainda ser subdividido nos seguintes elementos:
Astrágalo - (do grego astrágalos). Moldura em forma de filete semicircular na zona superior após o fuste e que antecede o capitel.
Equino - (do grego  echînos, ouriço). Presente no capitel da ordem dórica é um elemento em forma de almofada sob o ábaco.
Ábaco (n no esquema) - (do grego  abax,  quadro, mesa). Placa quadrada e espessa que remata o capitel.

## Posicionamento

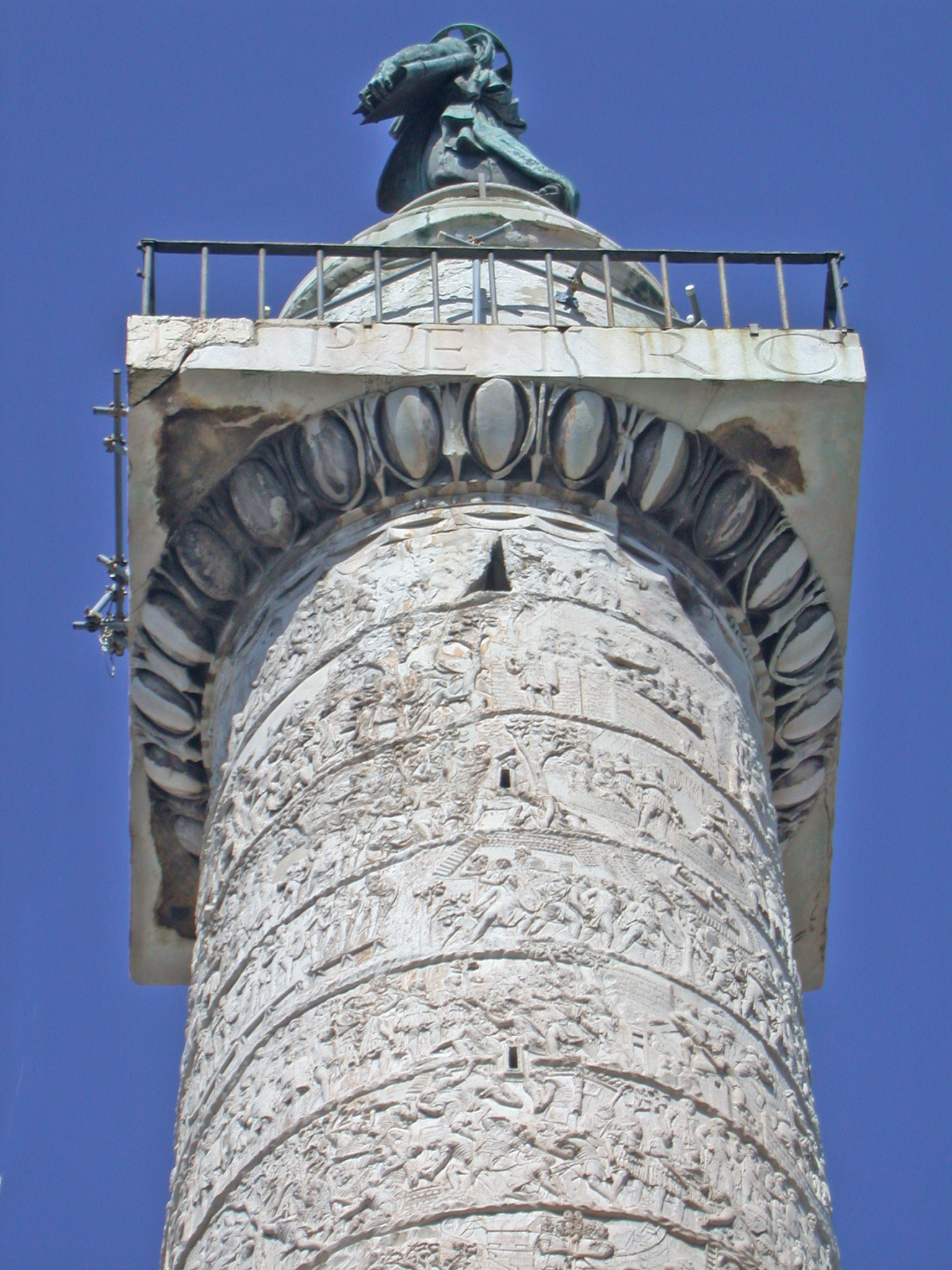
Coluna comemorativa, Coluna de Trajano de fuste espiralado dividido por anéis com relevos.

A sua situação ou posicionamento relativamente ao espaço envolvente pode diferir consoante a necessidade ou objectivo. Assim, a coluna pode ser independente ou exenta (no caso, por exemplo, de colunas comemorativas), isolada (em que os únicos pontos de contacto com a construção são as extremidades), geminada (agrupadas a duas, como se pode observar no caso de claustros medievais), adossada (em que o fuste entra em contacto com outra superfície, como em casos de pilares complexos com várias colunas adossadas nos cantos) ou embebida (em que só uma determinada parte da coluna é visível, como estando “embutida” verticalmente noutro elemento. Nestes casos o mais comum é a secção vertical resultando numa meia-coluna). Quando se situa no cruzamento de duas superfícies (ângulo) designa-se por angular ou acantonada, resultando numa coluna de ¾.

### Outros termos e aplicações
- Colunelo ou coluneta: Trata-se de uma coluna geralmente de diâmetro inferior, mais delgada, que pode estar adossada a outros elementos, como uma parede, um pilar, jamba de um portal, etc.
- Coluna comemorativa ou triunfal: isolada (numa praça, p. ex.), erguida como monumento em memória de um acontecimento histórico marcante.
- Colunata: Trata-se de uma sequência de colunas em linha recta ou curva.
- Arcada: Série de arcos apoiados em colunas (presente, p. ex. em claustros).

## Desenvolvimento histórico

### Antiguidade

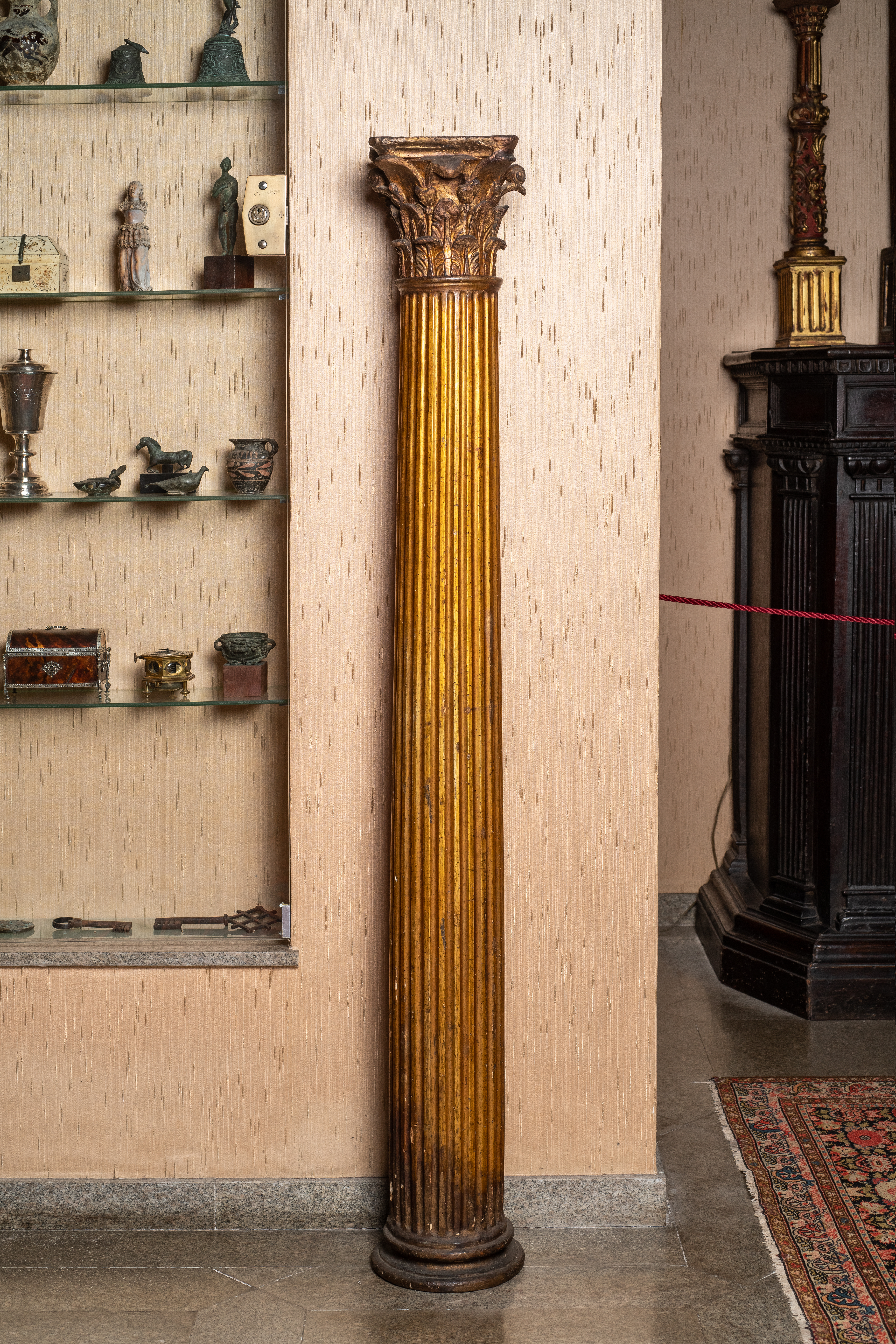
Fuste de coluna. Casa Museu Eva Klabin.
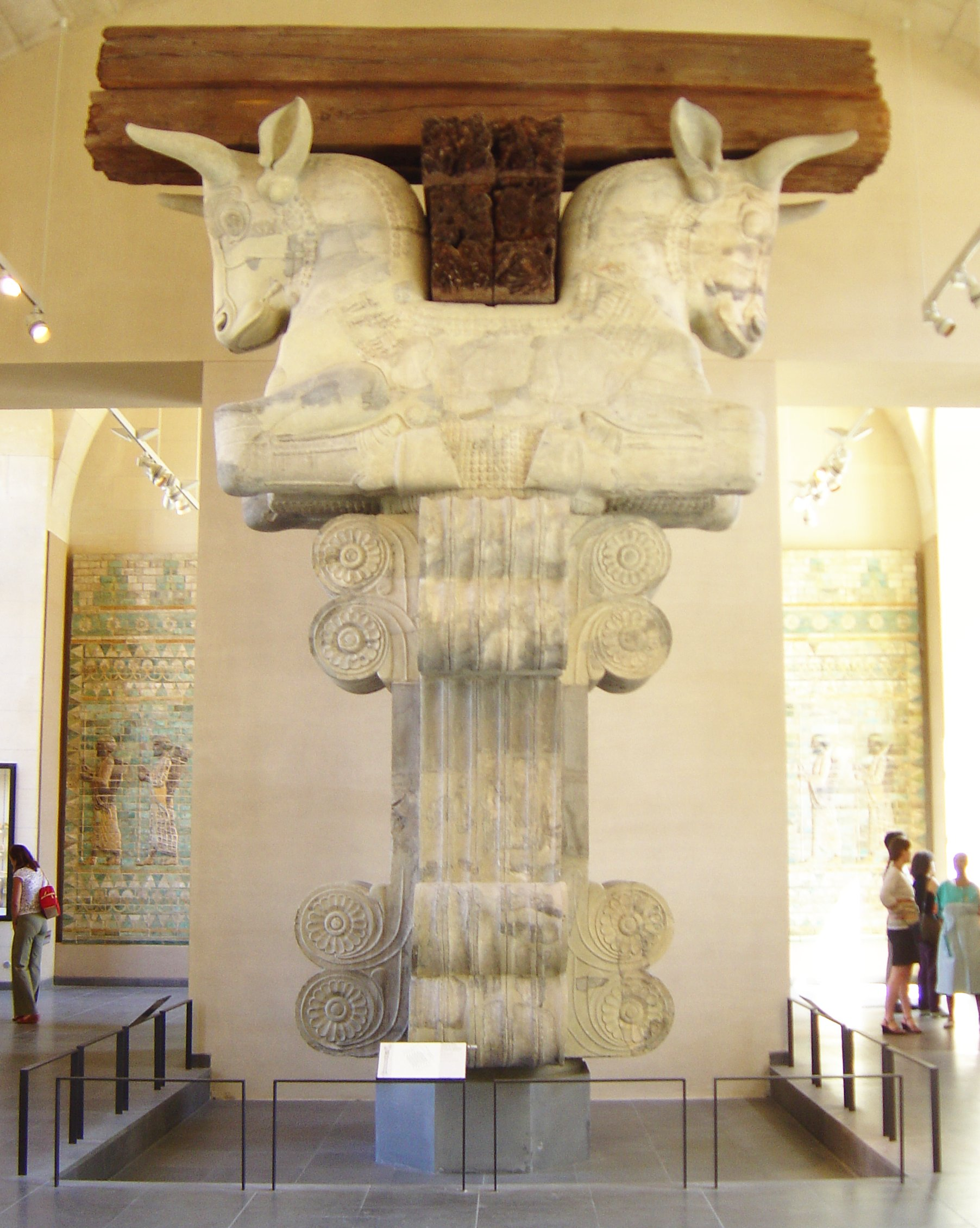
Mesopotâmia, coluna de capitel bicéfalo, Louvre.
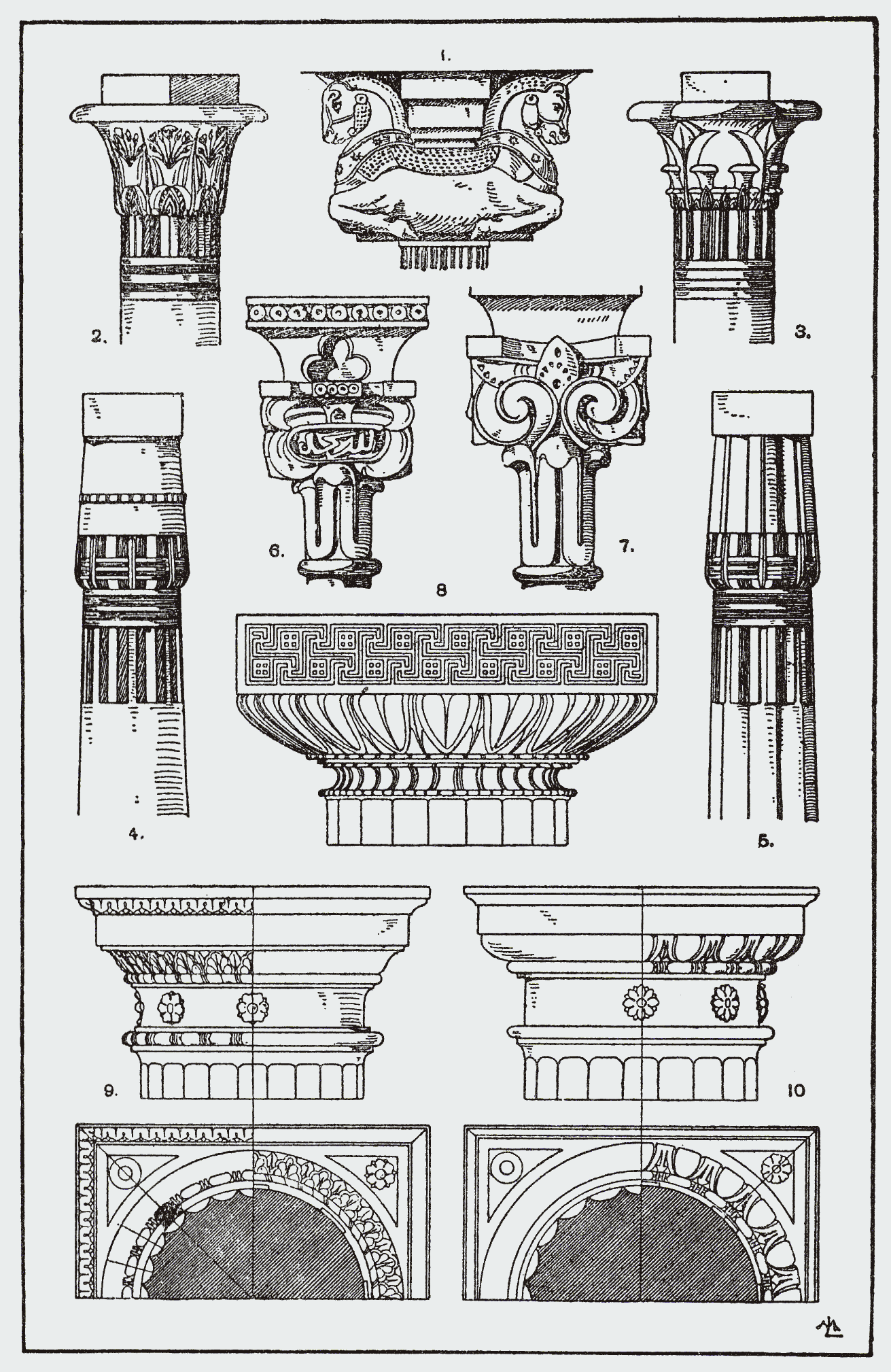
Antiguidade, ilustração de diferentes tipos coluna antiga. Fig. 2, 3, 4 e 5: colunas egípcias.
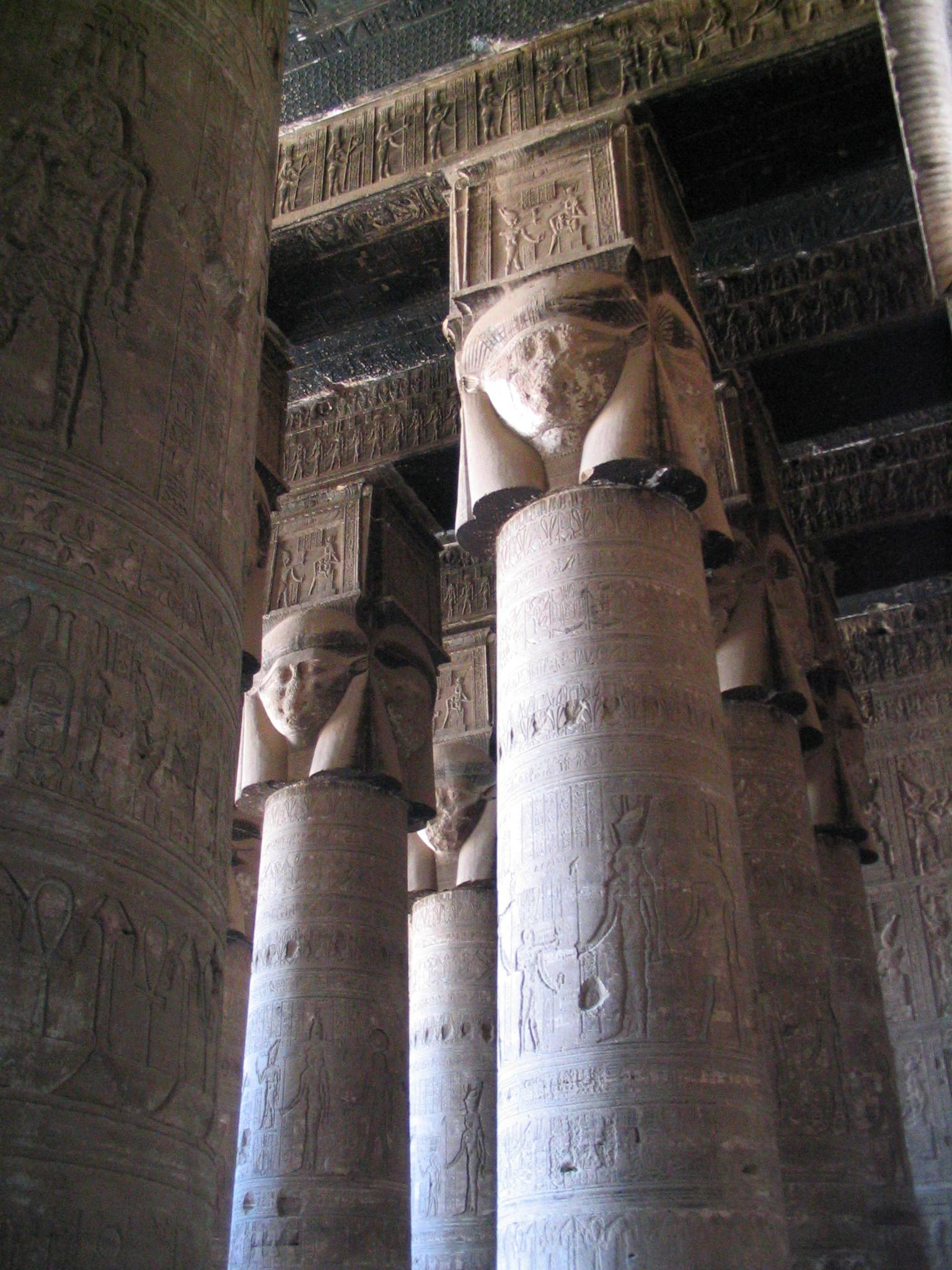
Coluna egípcia (sistro ou hatórica) de capitel com a forma da cabeça da deusa Hator, no templo de Dendera.
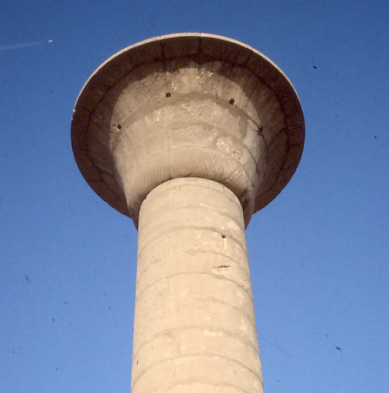
Coluna egípcia campaniforme no Templo de Karnak.
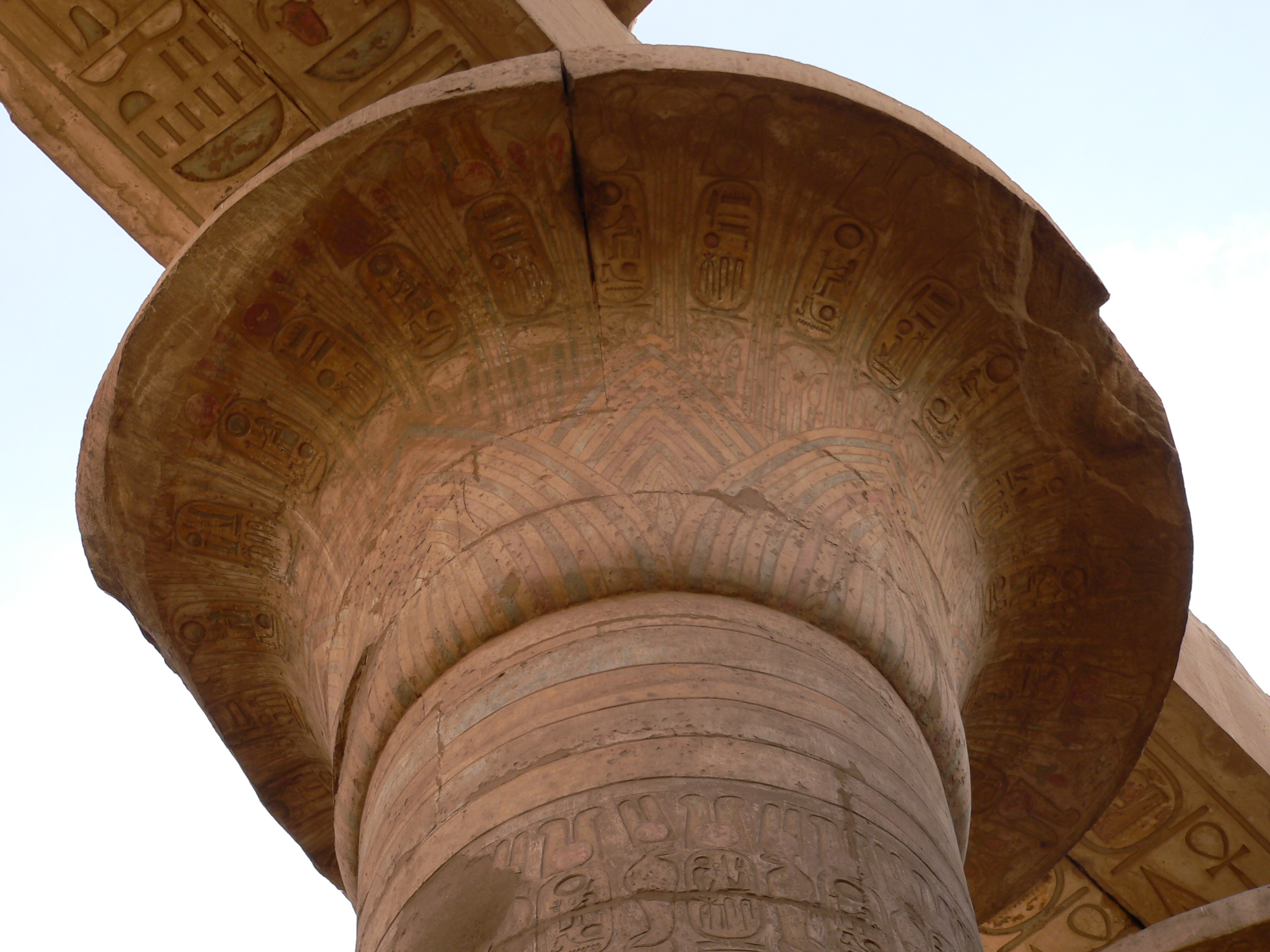
Pormenor do capitel campaniforme com decoração cromática.
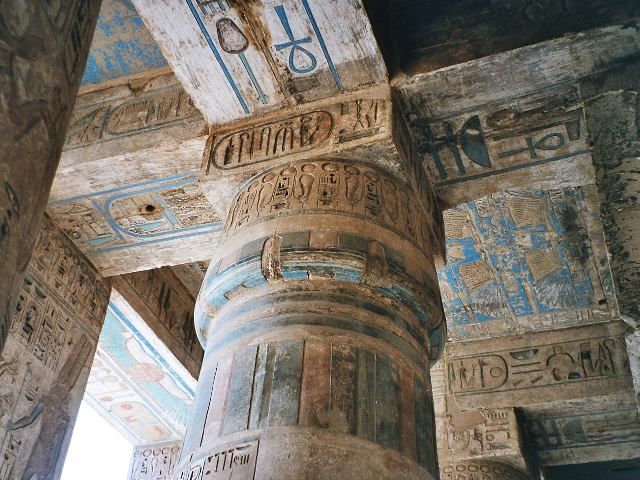
Coluna egípcia papiriforme, com capitel de flor de papiro fechada, Luxor.
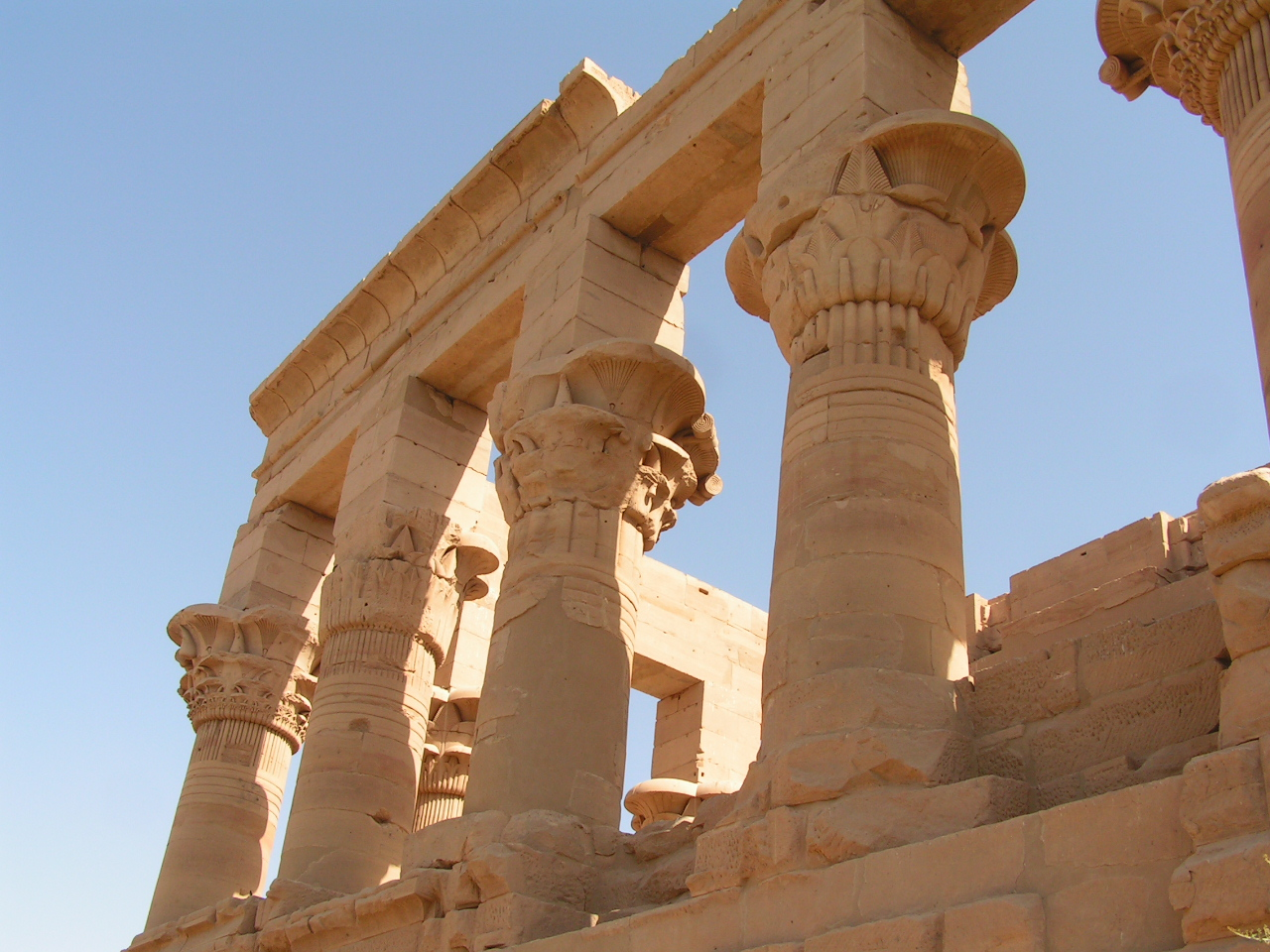
Colunas egípcias no Templo de Philae.
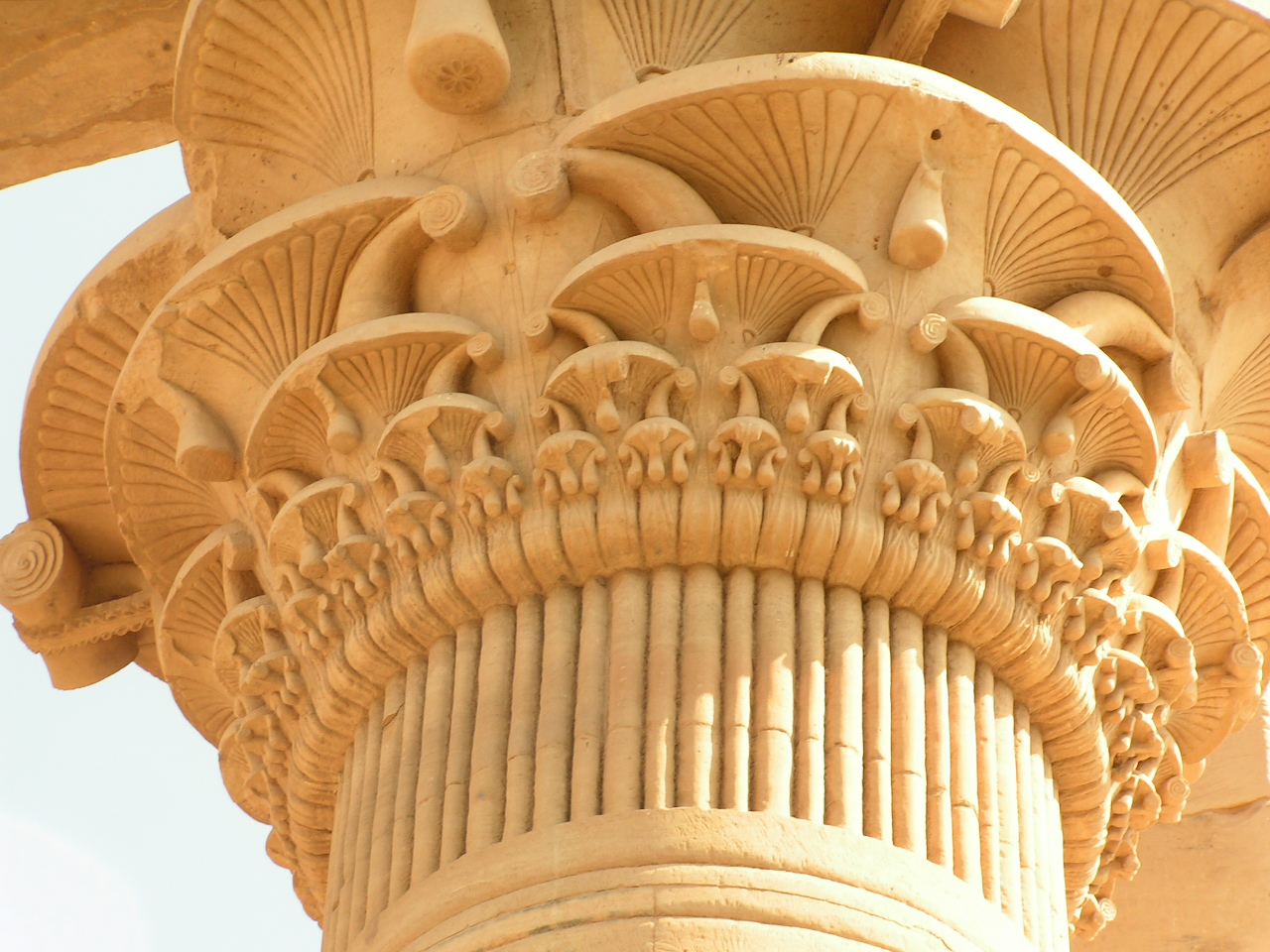
Capitel egípcio no Templo de Philae.

#### India

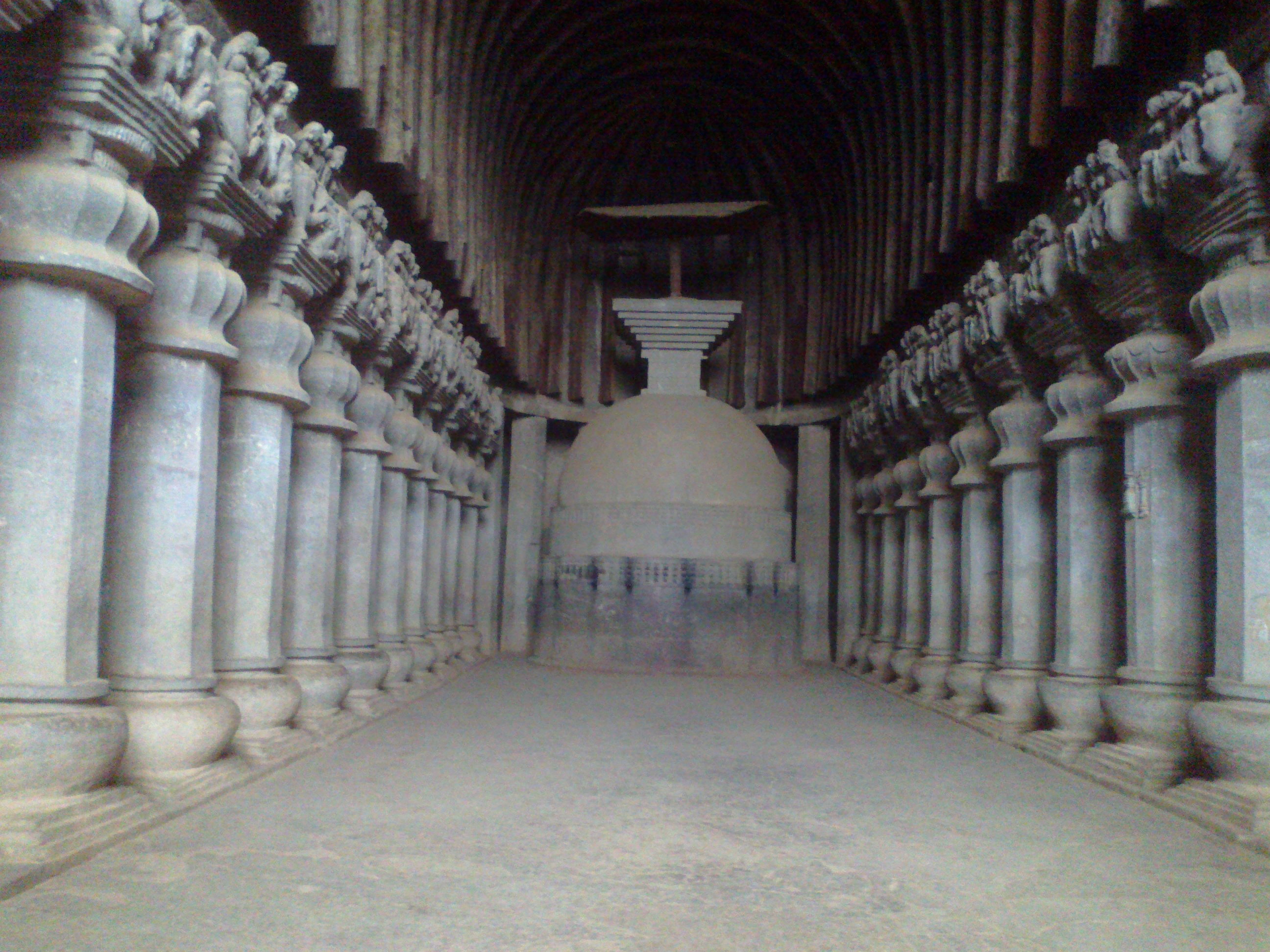
Grutas de Karla, Índia, ca. 120 a.C.
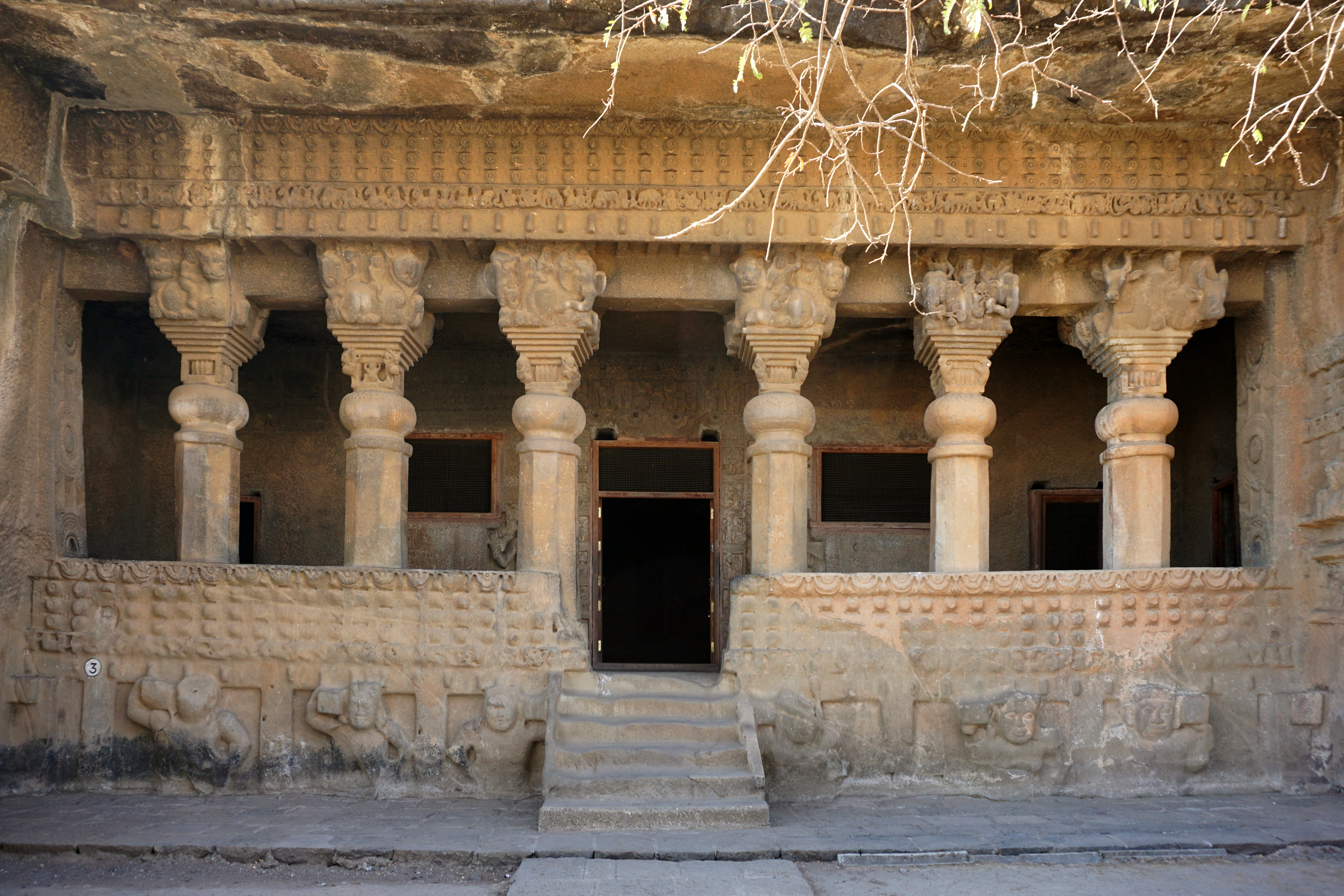
Gautamiputra Vihara nas Cavernas Nasik, construído no século II a.C. pela dinastia Satavahana

### Antiguidade clássica
ver artigo principal: Ordens arquitectónicas
O desenho das colunas foi, em várias culturas, uma actividade bastante importante. Entre todas, porém, a arquitectura clássica (desenvolvida pelos gregos e romanos) foi a que mais se dedicou ao assunto, dando ao tratamento das colunas um lugar especial na categorização de suas ordens arquitectónicas.
- Ordens arquitectónicas
  - Ordem dórica
  - Ordem jónica
  - Ordem coríntia
  - Ordem toscana
  - Ordem compósita

Coluna de fuste humano: Trata-se de uma coluna onde o fuste é substituído pela representação escultórica de uma figura feminina (cariátide, kanephoren ou koren) ou masculina (atlante, com os braços levantados a suportar o peso da arquitrave, ou kouroi - da arte arcaica grega do mar Egeu, com os braços ao longo do corpo).
Coluna das bestas: Trata-se de uma coluna independente que surge somente na época do Império Romano, mais especificamente em França e Itália. Esta coluna apresenta o fuste totalmente coberto por relevos escultóricos representando leões e animais fantásticos em situação de luta.

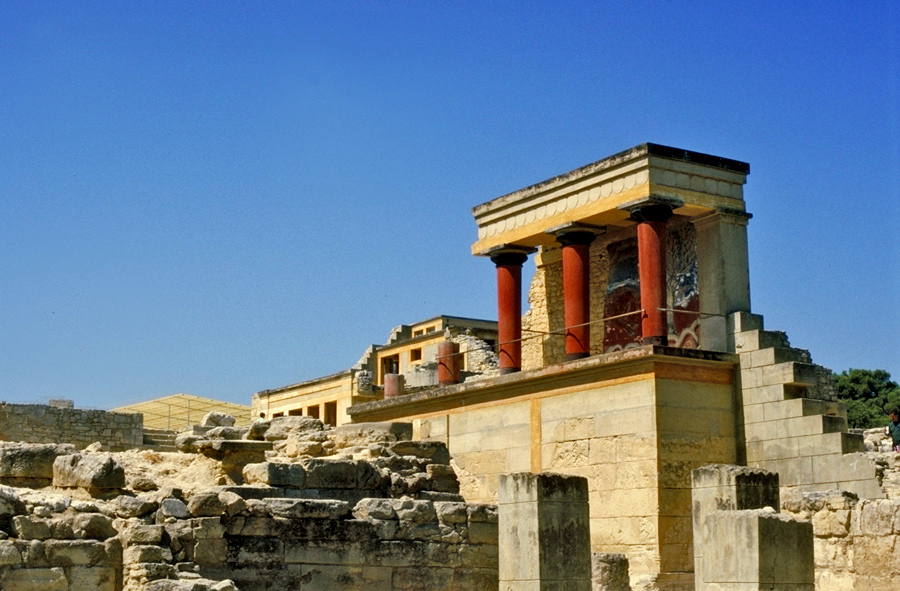
Colunas minoicas em Cnossos
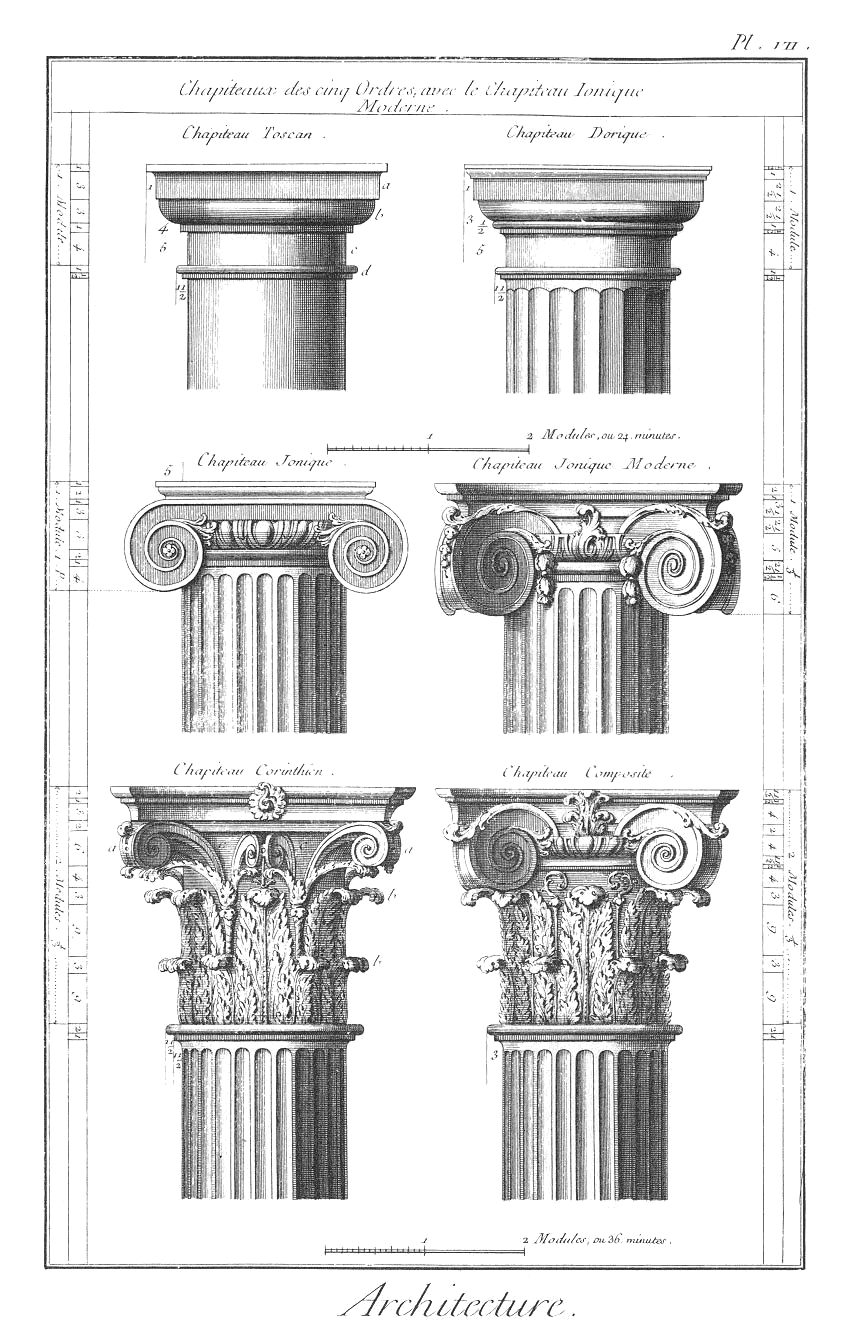
Ordens arquitectónicas.
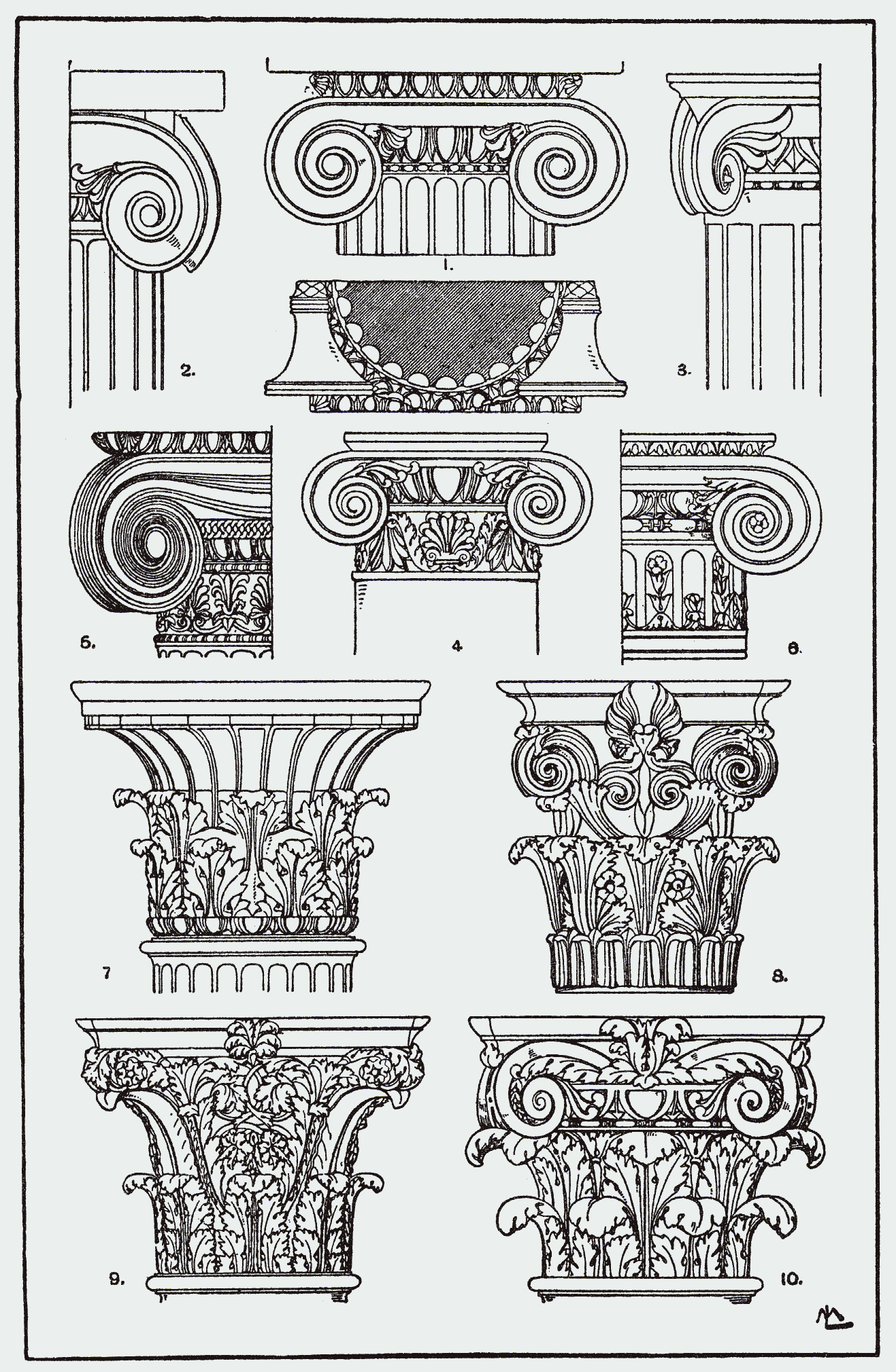
Ordens arquitectónicas
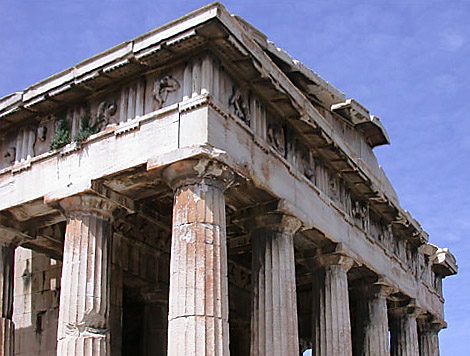
Ordem dórica no Templo de Hephaistos.
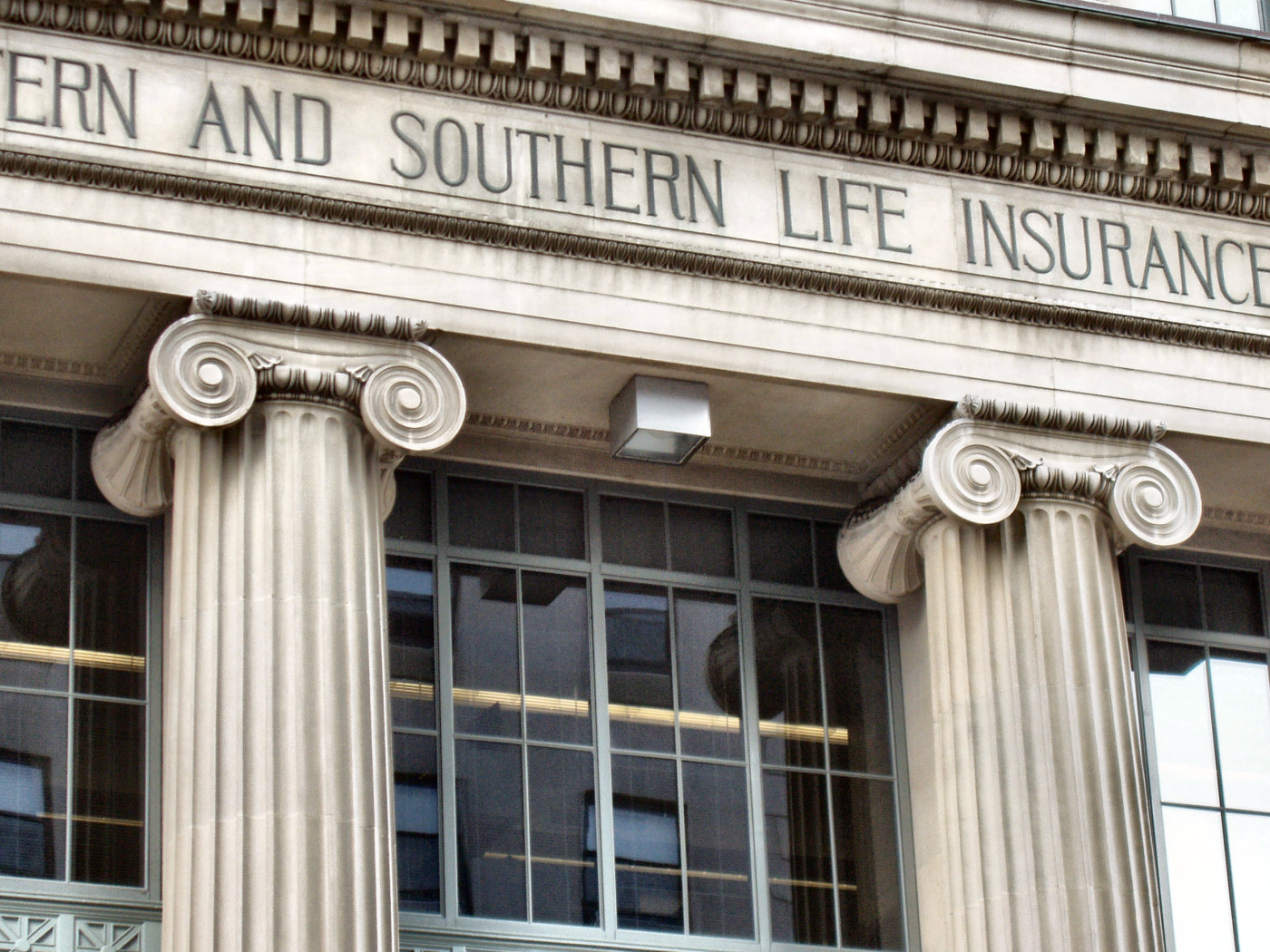
Revivalismo de capitel jónico
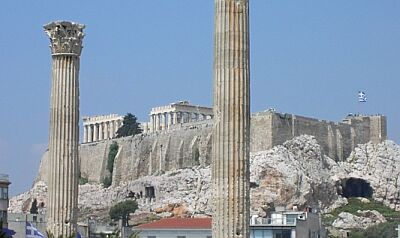
Capitel coríntio, Atenas
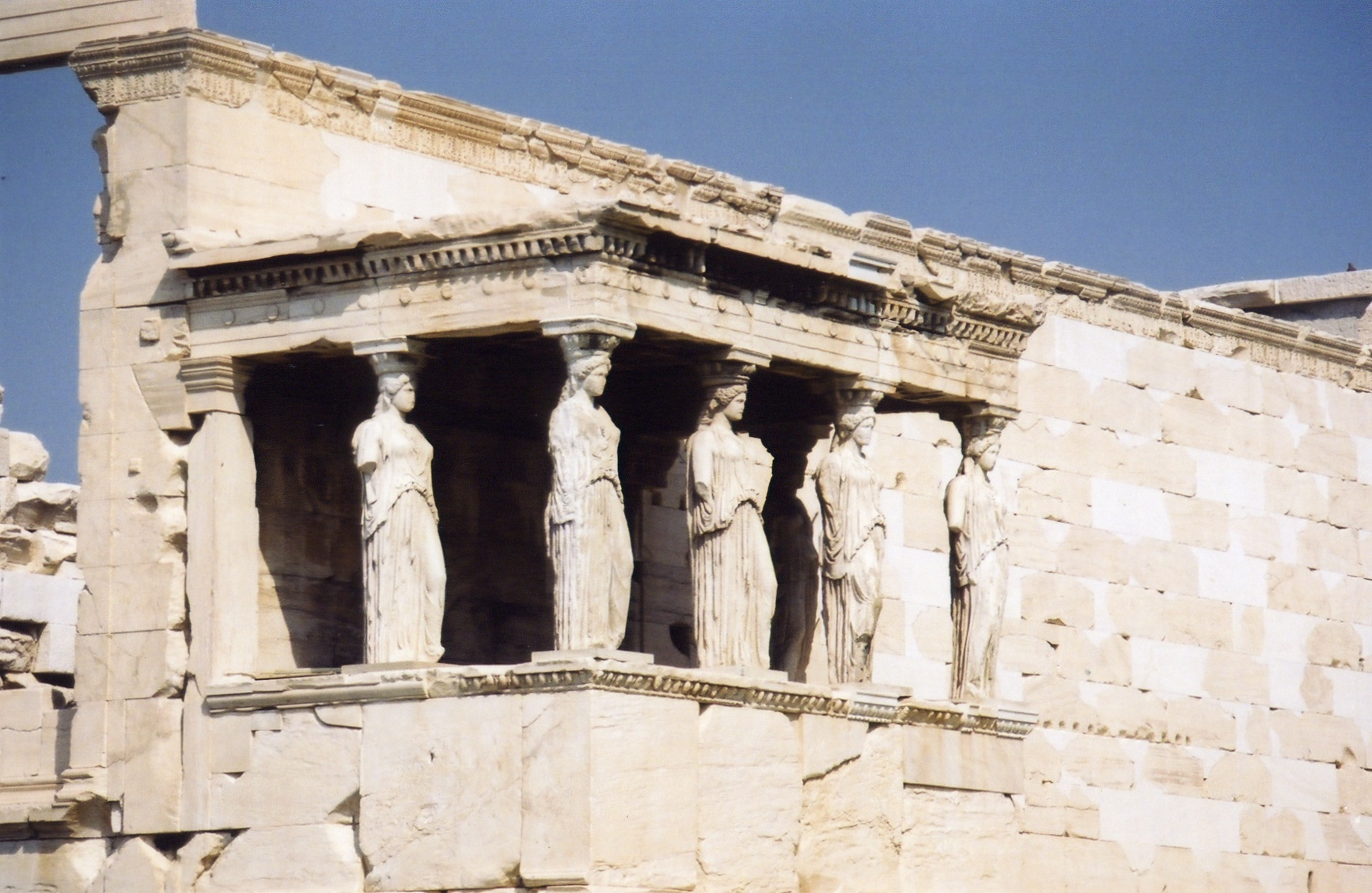
Cariátides no Erecteion, Atenas
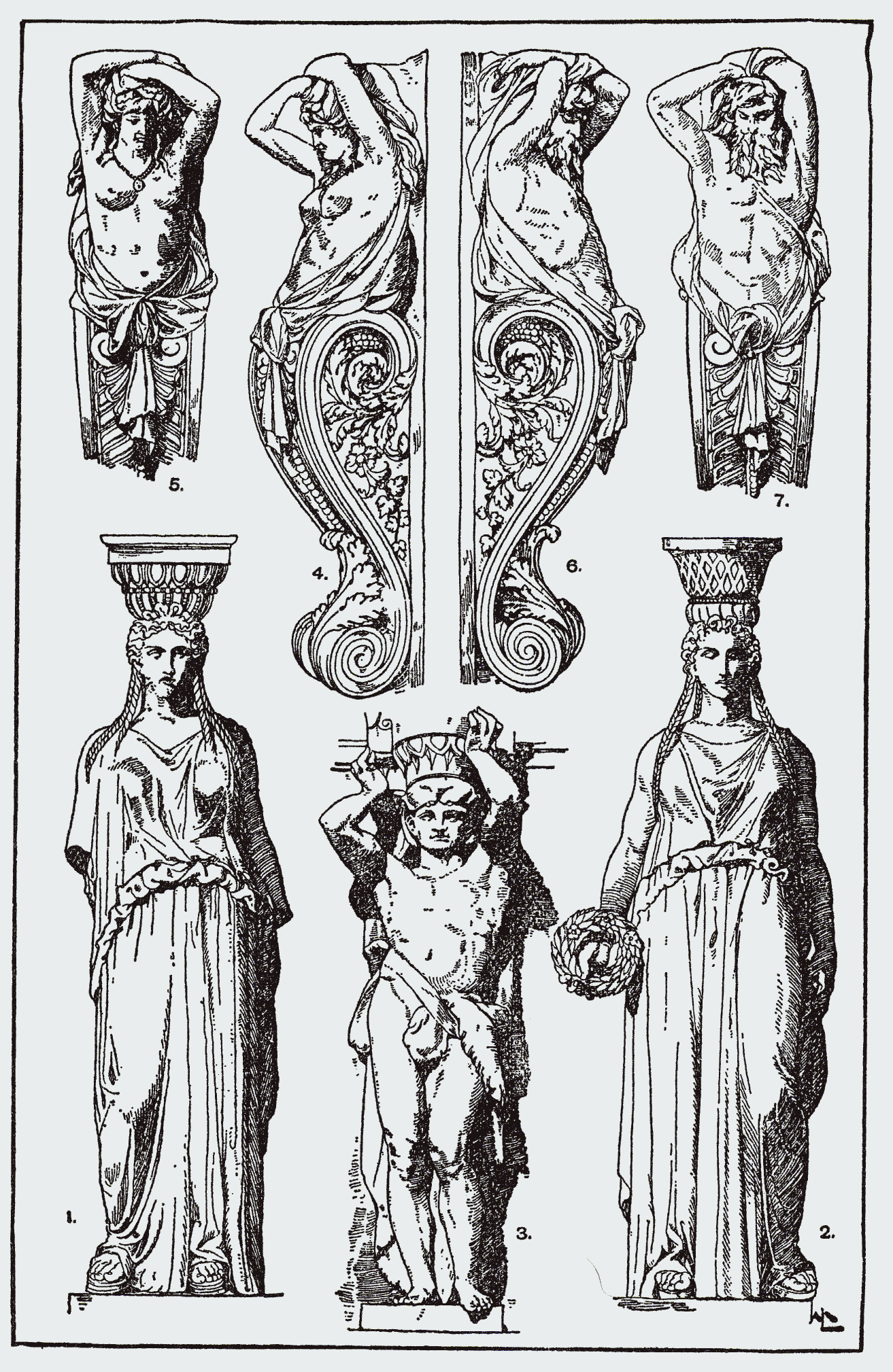
Cariátides e atlantes
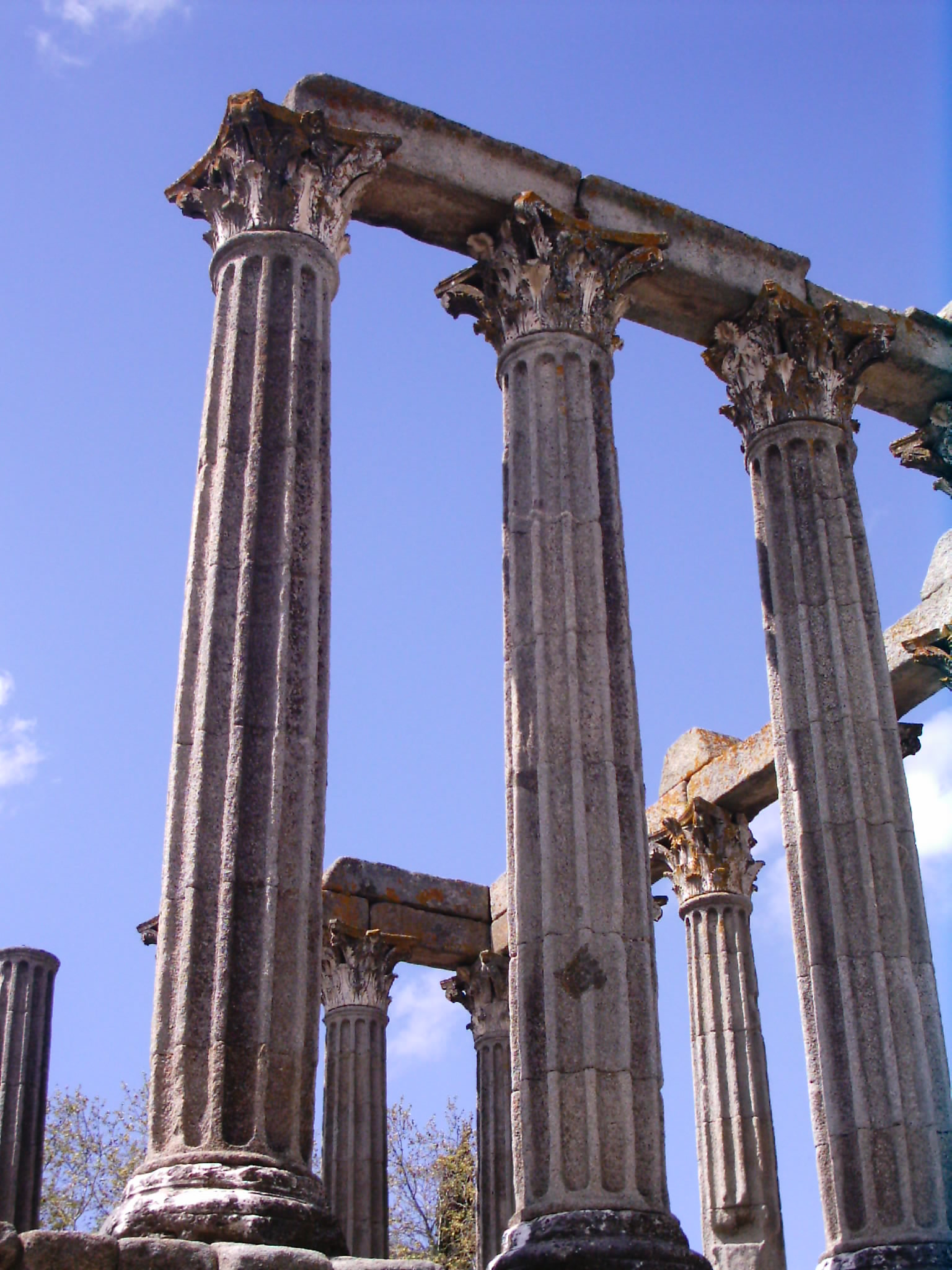
Colunas coríntias do Templo romano de Évora
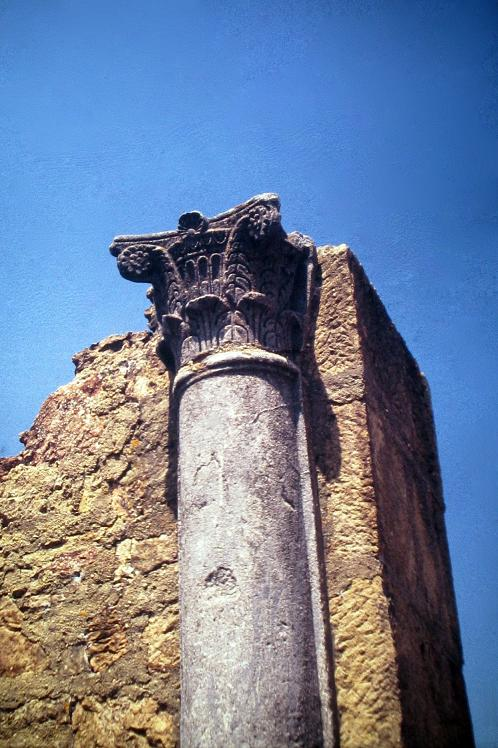
Capitel compósito do Templo romano de Miróbriga
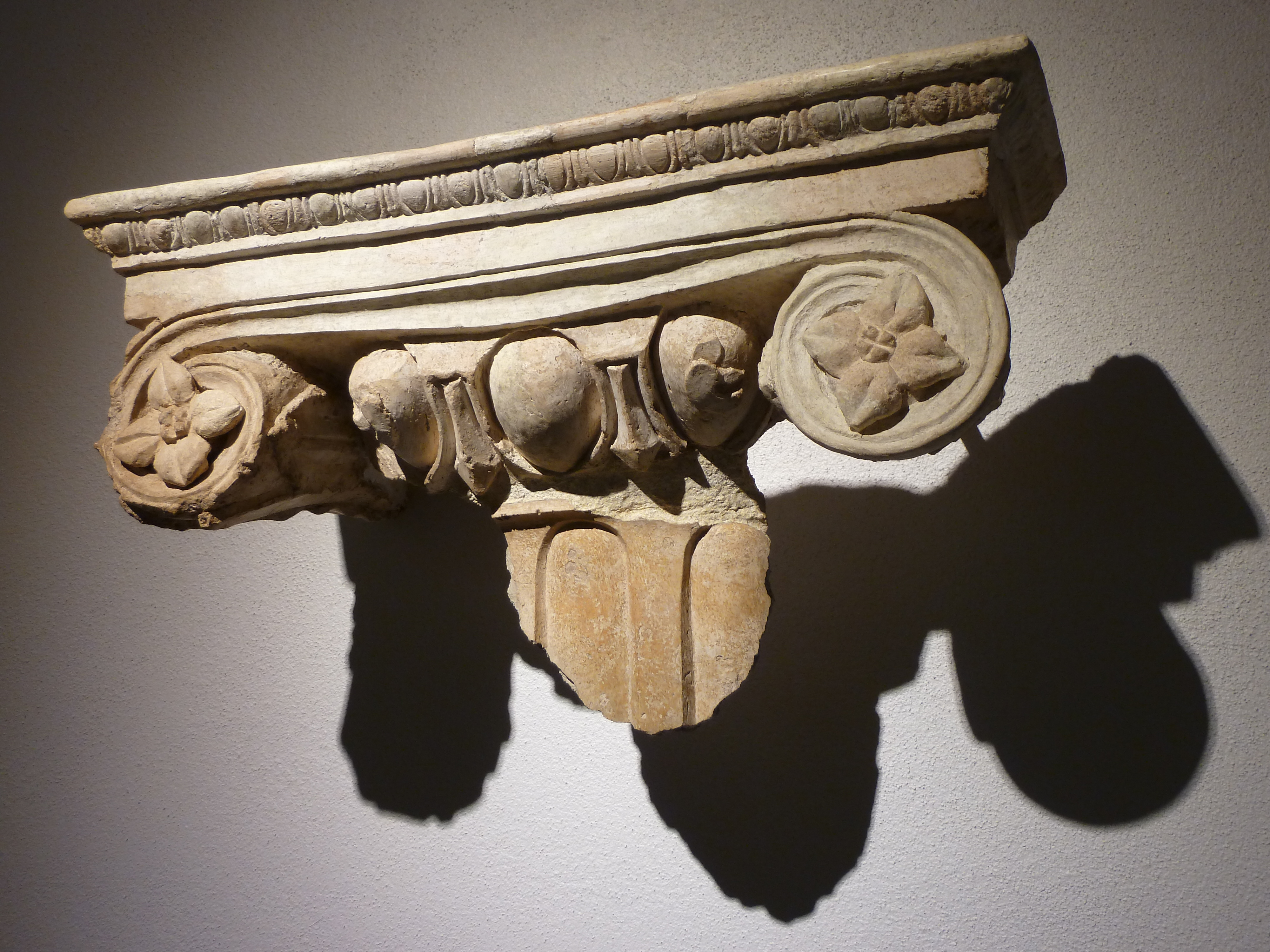
Fragmento de capitel jónico no Museu Monográfico de Conímbriga

### Idade Média

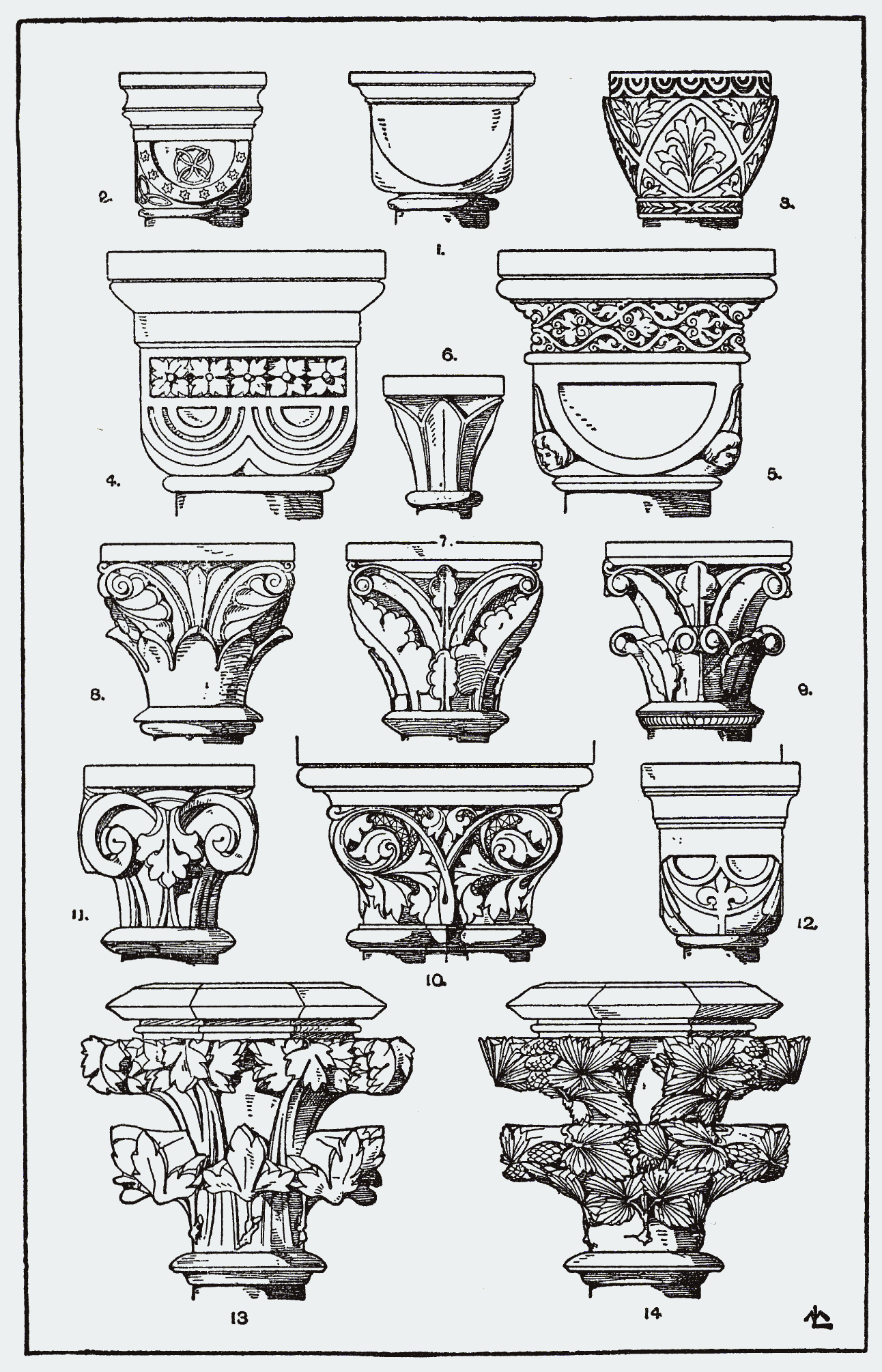
Diferentes tipos de capitel medieval.
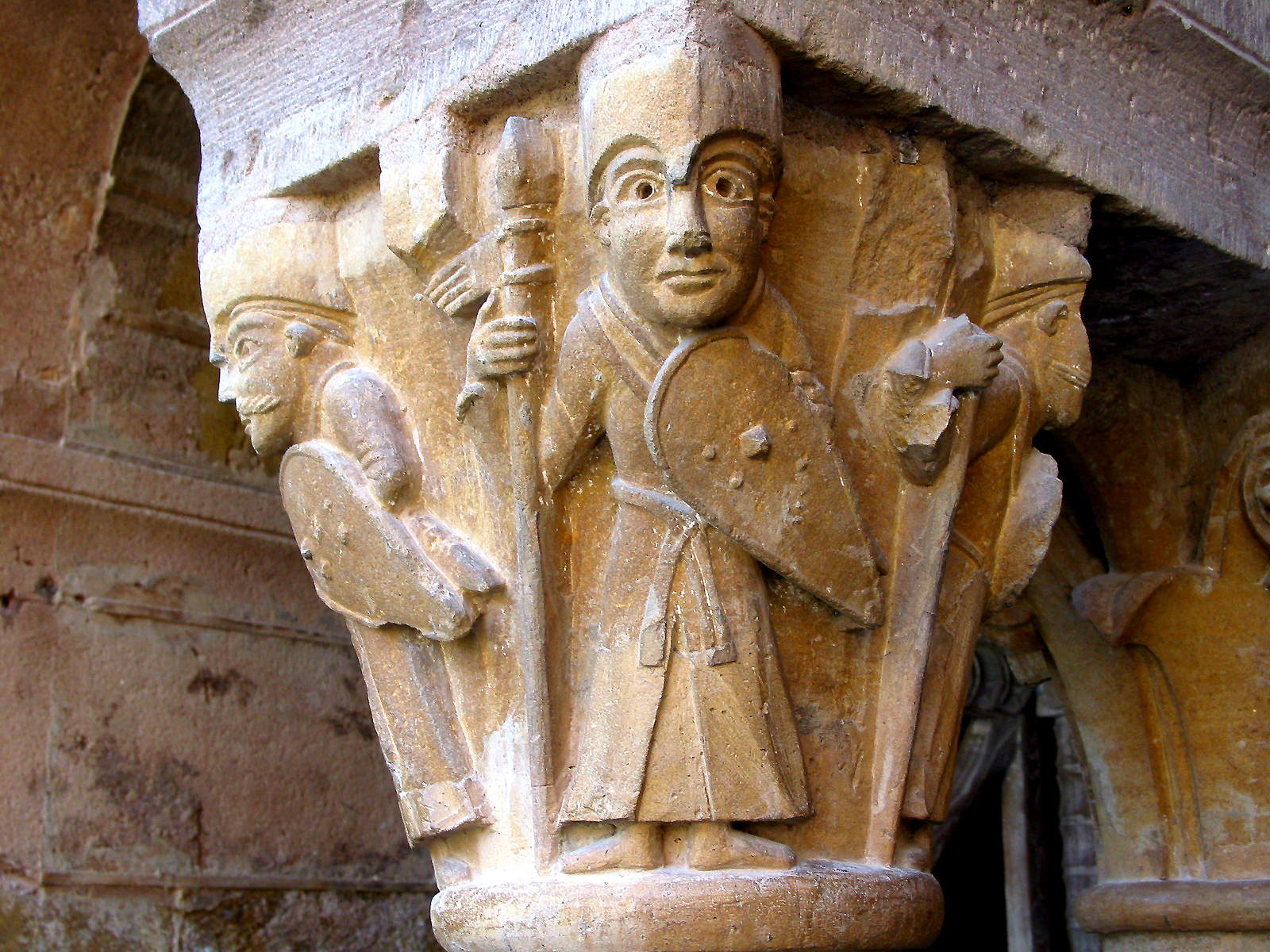
Capitel figurativo românico na abadia de Ste-Foy.
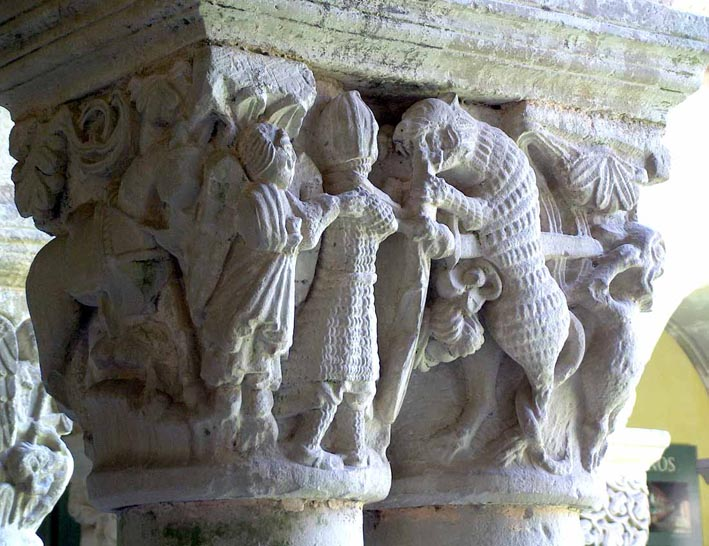
Capitel figurativo românico, igreja de Santillana, Espanha.
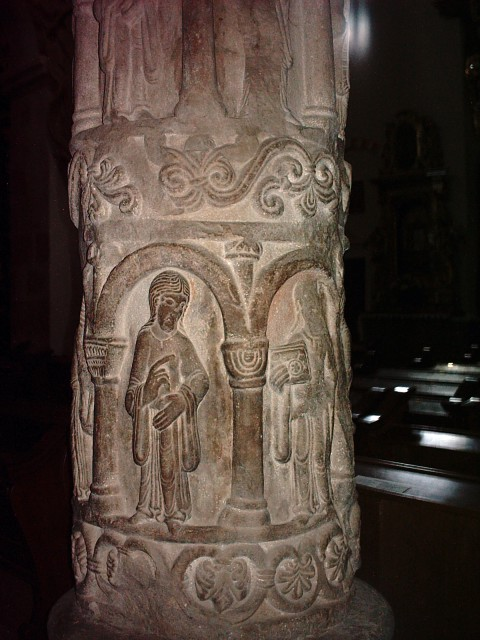
Fuste figurativo românico de final de século XII, Polónia.
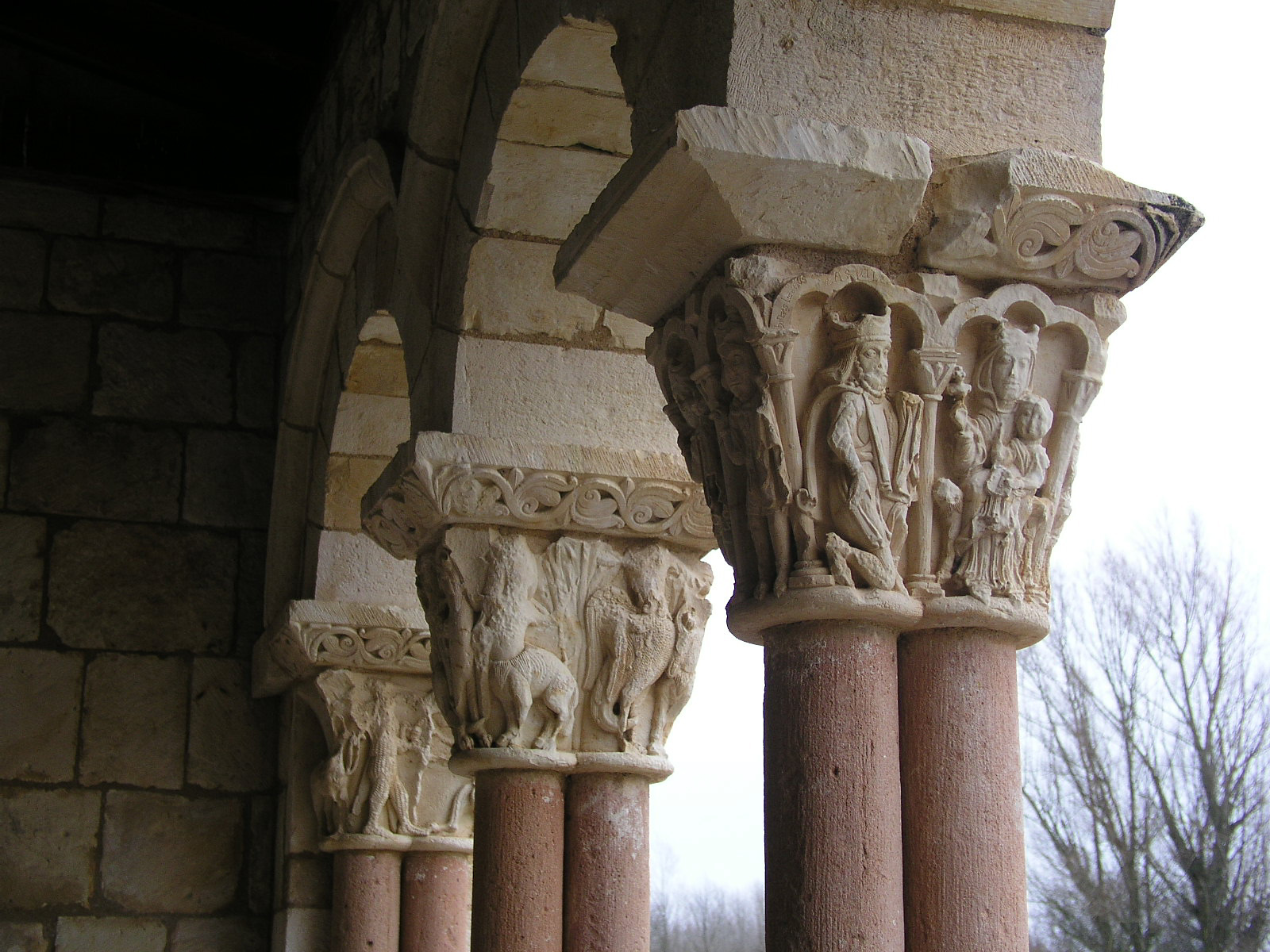
Colunas românicas geminadas de capitel em cesto num claustro, Espanha.
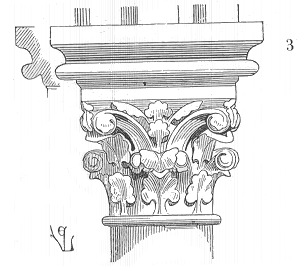
Capitel gótico de cogulhos, ilust. por Viollet-le-Duc.
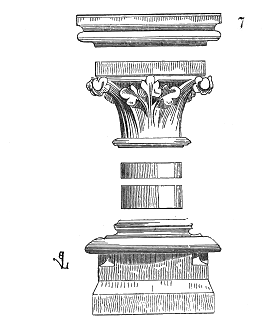
Coluna gótica simples, ilust. por Viollet-le-Duc.
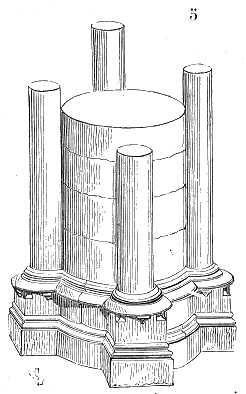
Fuste gótico de agrupamento de colunelos, ilust. por Viollet-le-Duc.
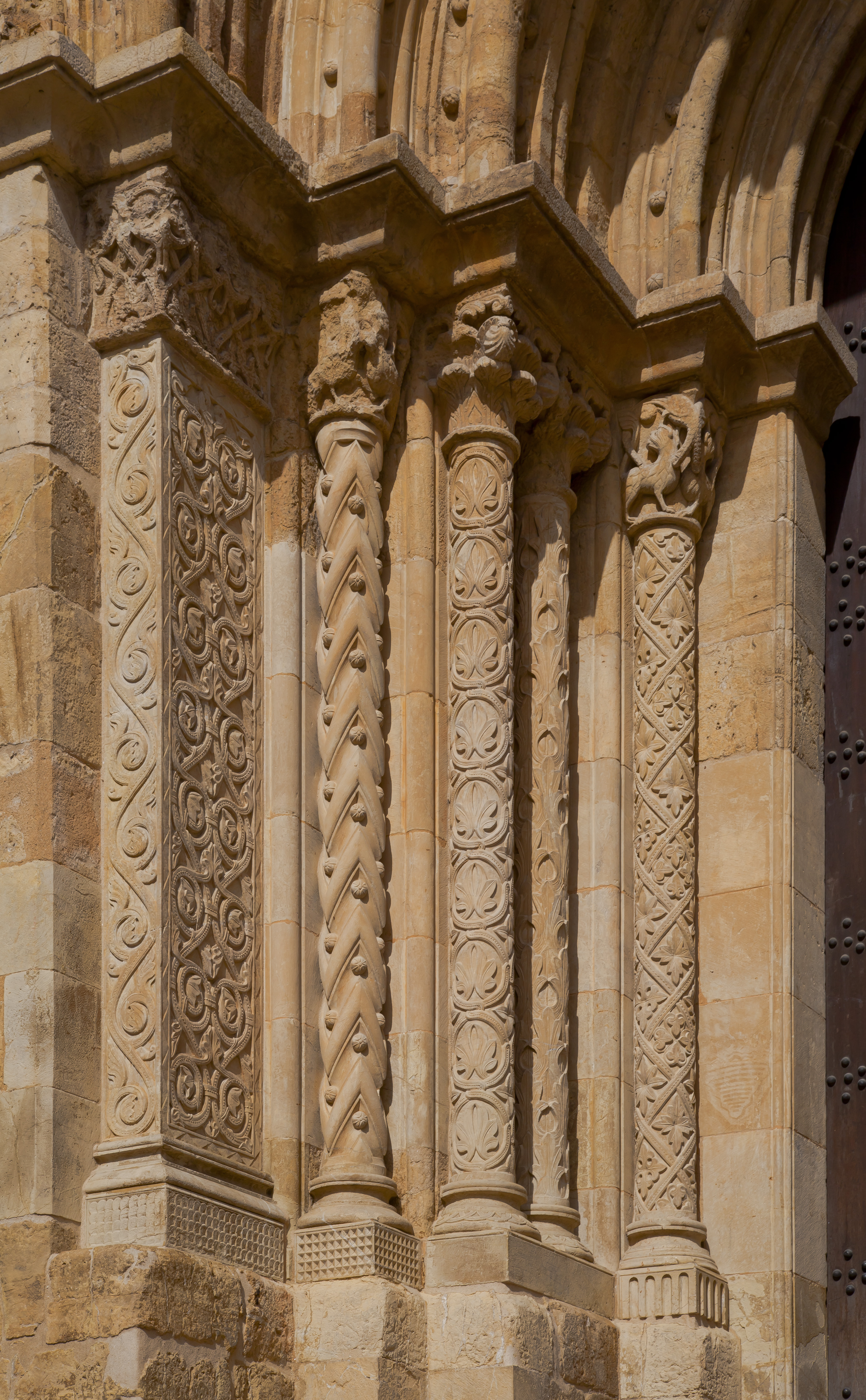
Colunas românicas da Sé Velha de Coimbra
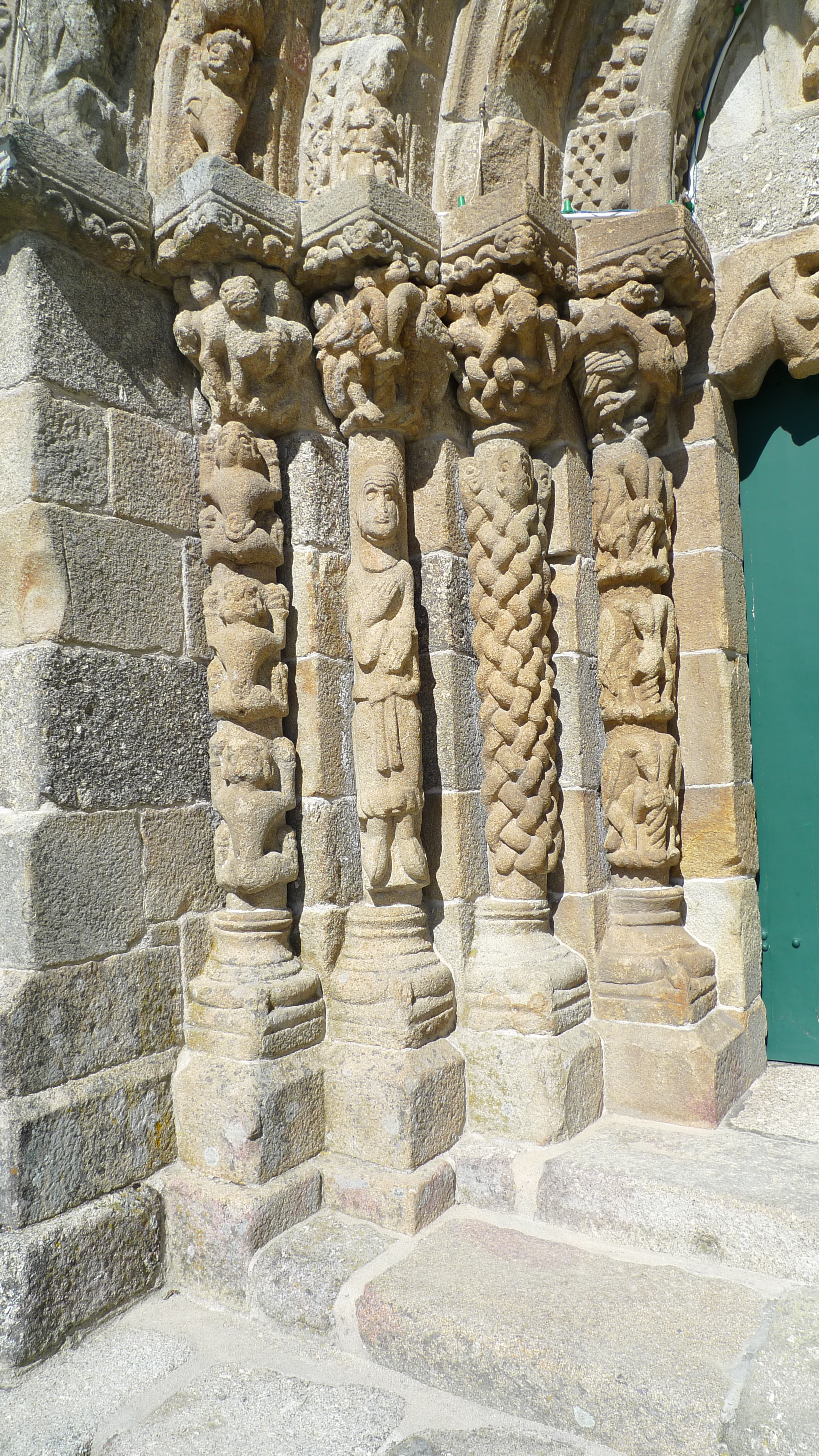
Colunas românicas da Igreja de Bravães
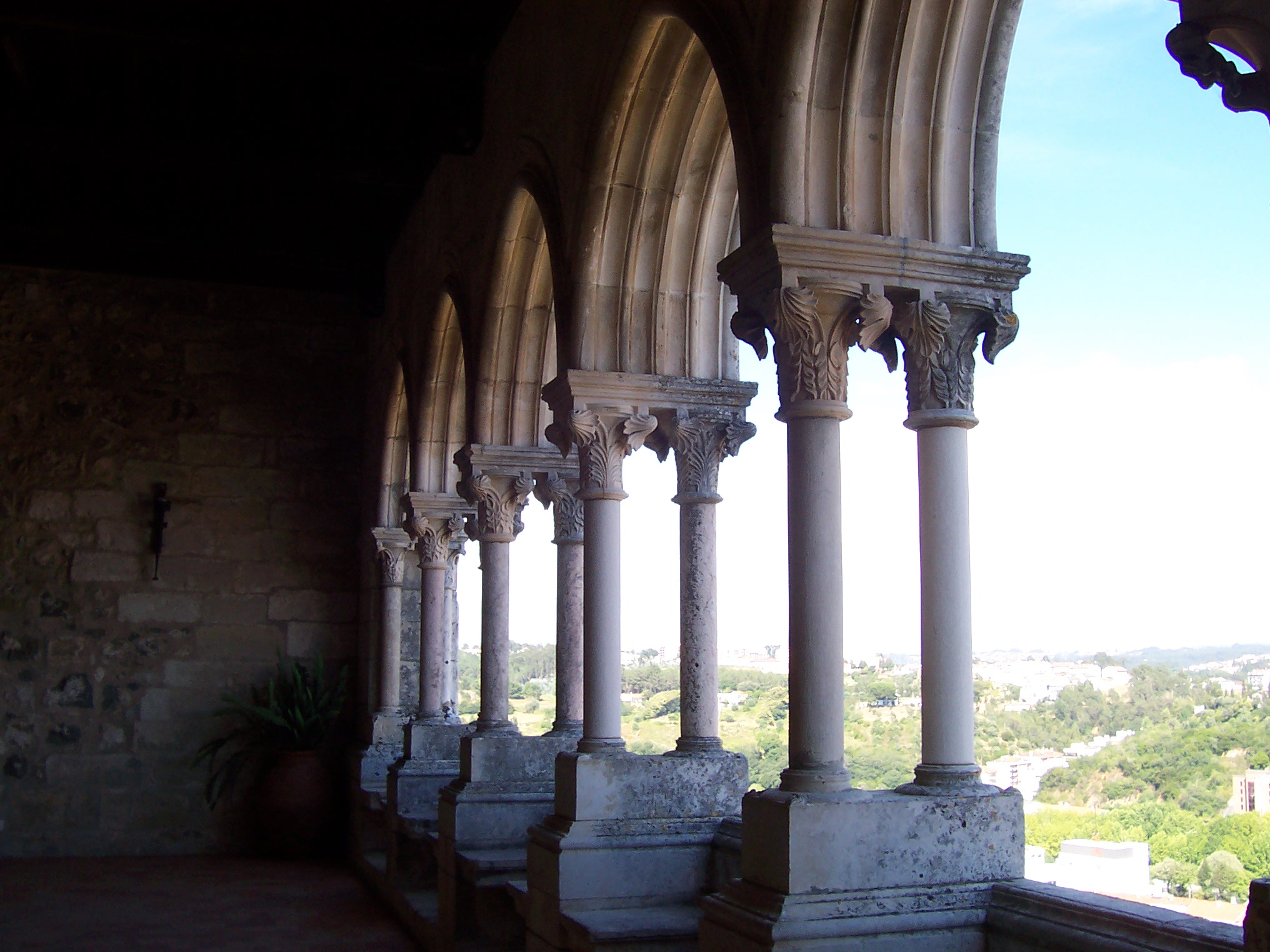
Colunas góticas no Castelo de Leiria
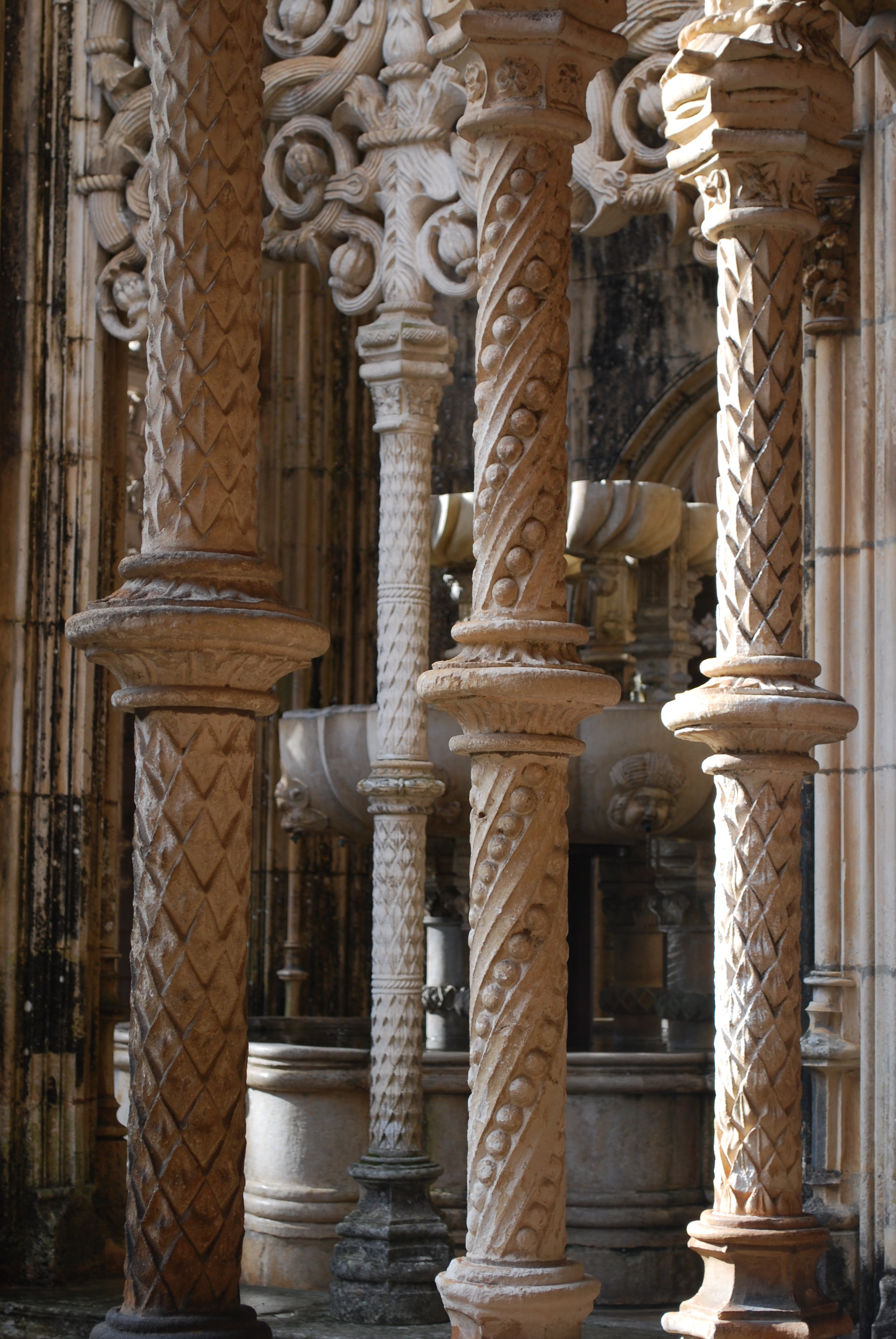
Colunas manuelinas no Mosteiro da Batalha